# Mercedes-Benz Baureihe 202
| Sterne im Euro-NCAP-Crashtest | zwei von fünf |

Die C-Klasse der Baureihe 202 ist ein Fahrzeugmodell von Mercedes-Benz und gehört zur Mittelklasse. Sie wurde als Nachfolger der 190er-Reihe im Mai 1993 vorgestellt.
Zunächst gab es die C-Klasse als Limousine mit Stufenheck, der ab März 1996 auch ein Kombi (T-Modell) zur Seite gestellt wurde. Sie bot einen erheblich vergrößerten Innenraum bei kaum vergrößerten Außenmaßen, eine verbesserte aktive und passive Sicherheit, mehr Komfort und ließ sich vielfältiger individualisieren als der Vorgänger.
Bis zur Einstellung der Produktion im Januar 2001 wurden von der Baureihe insgesamt 1.847.382 Fahrzeuge hergestellt. Nachfolger wurde die Baureihe 203.

## Modellgeschichte

### Allgemeines

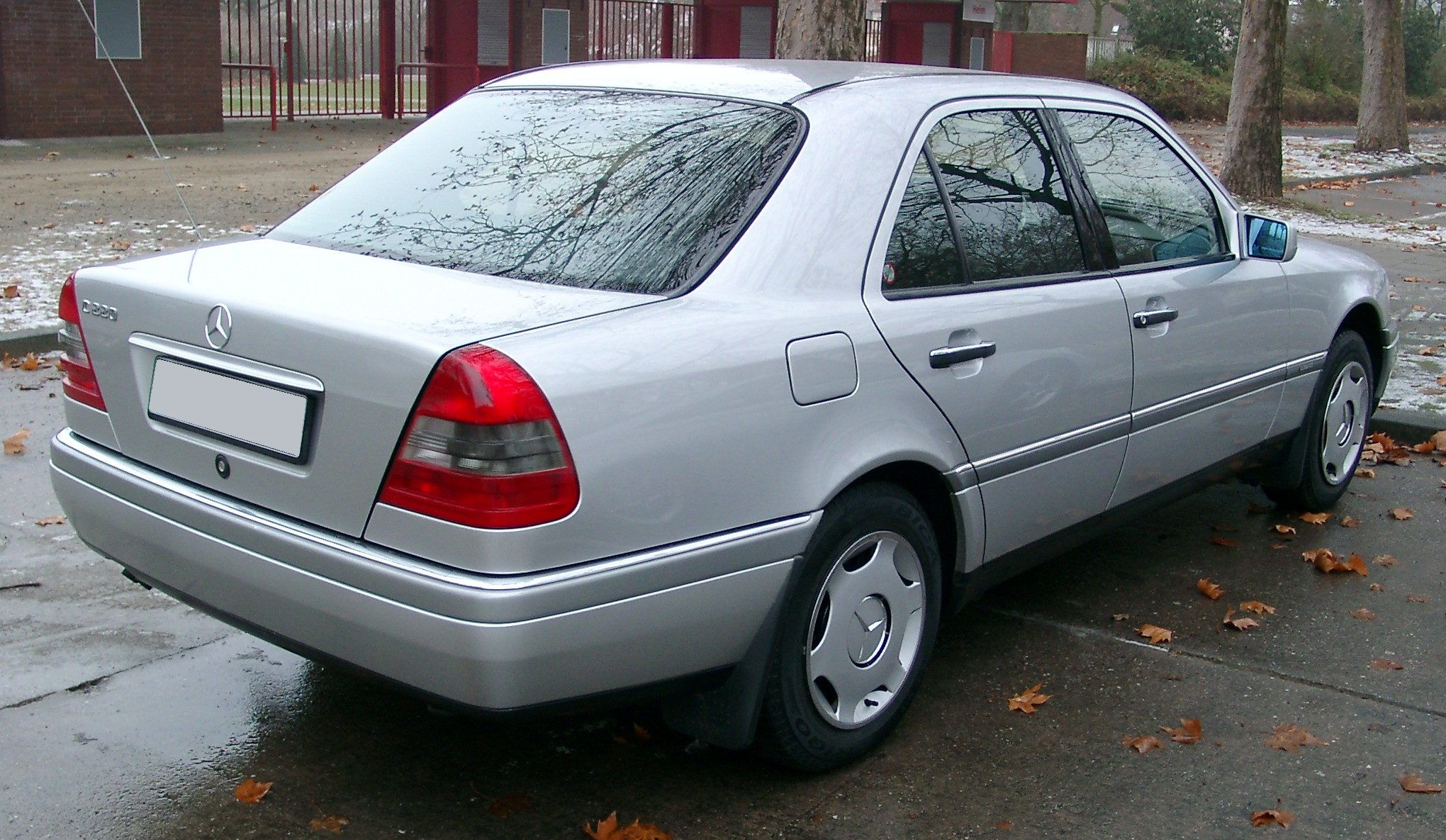
Heckansicht

Bei der Vorstellung im Mai 1993 trat die von Bruno Sacco gezeichnete C-Klasse die Nachfolge des erfolgreichen W 201 an. Ein deutlich gesteigerter Komfort und das bessere Platzangebot bei nur wenig veränderten Außenmaßen ließen den W 202 auf eine hohe Akzeptanz bei den Kunden stoßen. Außerdem bot das neue Modell mit seinen vier verschiedenen Ausstattungsvarianten (Classic, Esprit, Elegance, Sport) viele Möglichkeiten zur Individualisierung. Das reichhaltige Sicherheitspaket trug zudem zum Erfolg der Baureihe bei und setzte Maßstäbe in der Klasse. So waren ein Airbag, eine verbesserte Crash-Struktur der Karosserie, in den Türen integrierter Seitenaufprallschutz, Gurtstraffer vorne, eine automatische Sicherheitsgurt-Höhenverstellung hinten und das Antiblockiersystem serienmäßig.
Die Karosserie der C-Klasse wurde in vielen Bereichen zum Vorgänger verbessert. Sie wurde stabiler, steifer und besser nutzbar. So war die Ladekante des Kofferraums tiefer und gegen Aufpreis nun eine Durchladeeinrichtung erhältlich. Der 62 Liter fassende Kraftstoffbehälter aus Kunststoff wurde unter die Rücksitzbank vor der Hinterachse verlegt. All diese Maßnahmen machten Verstärkungs- und Versteifungselemente notwendig, um dennoch eine verbesserte Sicherheit und Steifigkeit zu gewährleisten. So umgibt die Durchladeöffnung ein Rahmen aus versteifenden Profilen. Um Gewicht zu sparen, wurden Front- und Heckscheibe mit der Karosserie als tragende Elemente verklebt. Zur Lackierung wurden Lacke auf Wasserbasis verwendet.

### Interieur
Neu gestaltete und anatomisch angepasste Sitze sorgten im Innenraum für einen besseren Komfort. Eine Sitzlängen- und -höhenverstellung für Fahrer und Beifahrer war serienmäßig; der Verstellbereich wurde zudem vergrößert und bot nun bessere Anpassungsmöglichkeiten. Die vorderen Kopfstützen waren verstellbar und hatten ihre Schwenkachse oben. Dies war zwar untypisch, aber dadurch lagen Kopf und Nacken optimal auf, was den Komfort nochmals steigerte. Zur serienmäßigen Ausstattung gehörte fortan eine für Fahrer und Beifahrer getrennt regelbare Heizung, die mit Fühlern im Innenraum und einer elektronischen Steuerung die vorgewählte Temperatur automatisch hielt.
Der hohe konstruktive Aufwand wird auch bei Details deutlich. Die Dekorblenden im Armaturenbrett und um die Schaltkulisse wurden individuell nach der Ausstattungskonfiguration gefertigt. Somit finden sich keine Blindstopfen, die auf die fehlenden Extras hindeuten.

### Technik
Die Raumlenker-Hinterachse der Baureihe 201 hatte sich bewährt und wurde in der C-Klasse weiter verwendet. Die Vorderachse mit Doppelquerlenkerradaufhängung war eine Neuentwicklung mit voneinander getrennten Stoßdämpfern und Federn. Im Vergleich zu MacPherson-Federbeinen wurde ein erhöhter Abrollkomfort erreicht, da der Stoßdämpfer nicht die Feder führen und keine Biegemomente übertragen muss. Komfortabel war auch die serienmäßige Servolenkung. Anstelle der Stockhandbremse des Vorgängers erhielt das neue Modell die Mercedes-typische Fußfeststellbremse.
Von Anfang an bot die C-Klasse moderne Motoren mit Vierventiltechnik. So kamen die 1992 eingeführten Vierzylinder-Ottomotoren M 111 zum Einsatz; und die Vier- bzw. Fünfzylinder-Diesel OM 604 und OM 605 wurden in der C-Klasse erstmals eingebaut. Als Topmodelle waren die Sechszylinder-Ottomotoren M 104 erhältlich, ebenfalls in Vierventiltechnik. Der einzige Zweiventiler war der Dieselmotor OM 601. Alle Varianten erhielten ein Fünfgang-Schaltgetriebe als Serienausstattung. Gegen Aufpreis war ein Viergang-Automatikgetriebe erhältlich. Viele Detailverbesserungen trugen zur Geräuschminderung bei, so wurden zum Beispiel für Motor und Getriebe im vorderen Bereich sowie für das Hinterachsgetriebe Hydrolager verwendet. Erwähnenswert ist außerdem das auf 15.000 km verlängerte Wartungsintervall.
Weitere Unterschiede zum Vorgänger finden sich in der Elektrik: Zum Beispiel elektronischer Tacho mit Digitalanzeige für Kilometer- und Tageskilometerzähler, Kombiinstrument mit Anzeigen in Durchlichttechnik, Warnleuchte bei Ausfall von Glühlampen und ein serienmäßiger Drehzahlmesser. Eine Zentralverriegelung, auf Wunsch auch mit Infrarot-Fernbedienung erhältlich, gehörte ebenfalls zur Serienausstattung. Eine Besonderheit ist das pneumatische System, das die Leuchtweitenregulierung, die Zentralverriegelung und die optionalen umklappbaren Fondkopfstützen antreibt.

## Karosserieversionen

### Limousine (W 202)

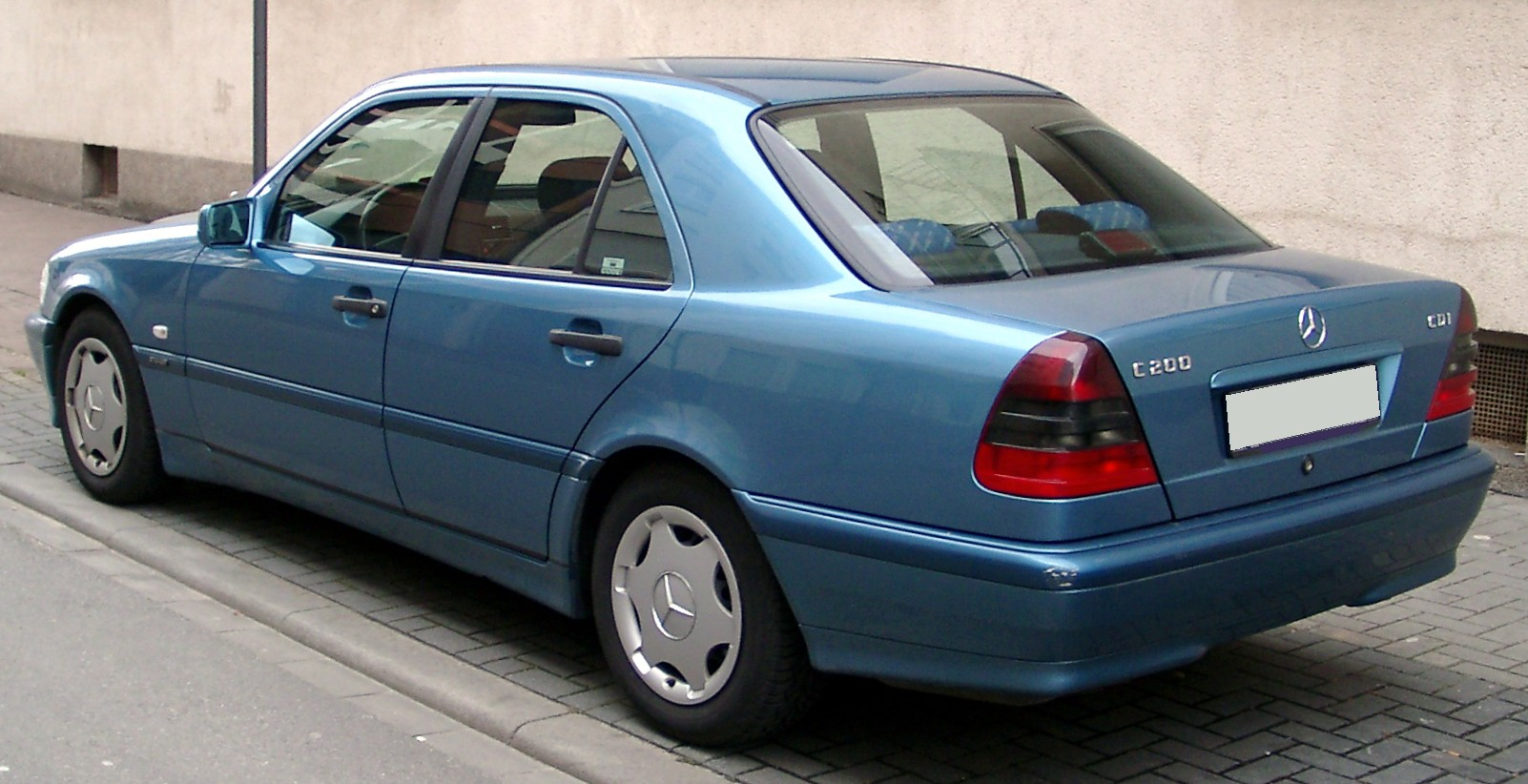
Limousine

Die im Mai 1993 vorgestellte Stufenhecklimousine der C-Klasse wird intern als W 202 bezeichnet. Das Ladevolumen des Kofferraums beträgt 480 Liter. Gegen Aufpreis war eine geteilt umklappbare Rücksitzbank lieferbar, die den Transport sperriger Güter erleichtert. Im Gegensatz zum Vorgänger war dies möglich, da der Kraftstoffbehälter nicht länger hinter der Rücksitzbank, sondern im Fahrzeugboden montiert wurde. Die Limousine wurde in den Werken Bremen und Sindelfingen gebaut.
Mit 1.626.135 hergestellten Fahrzeugen machte diese Variante den Großteil der Produktion aus, die im Juni 2000 auslief. Alle bis zu diesem Zeitpunkt in der C-Klasse angebotenen Motoren waren für die Limousine verfügbar.

### T-Modell (S 202)

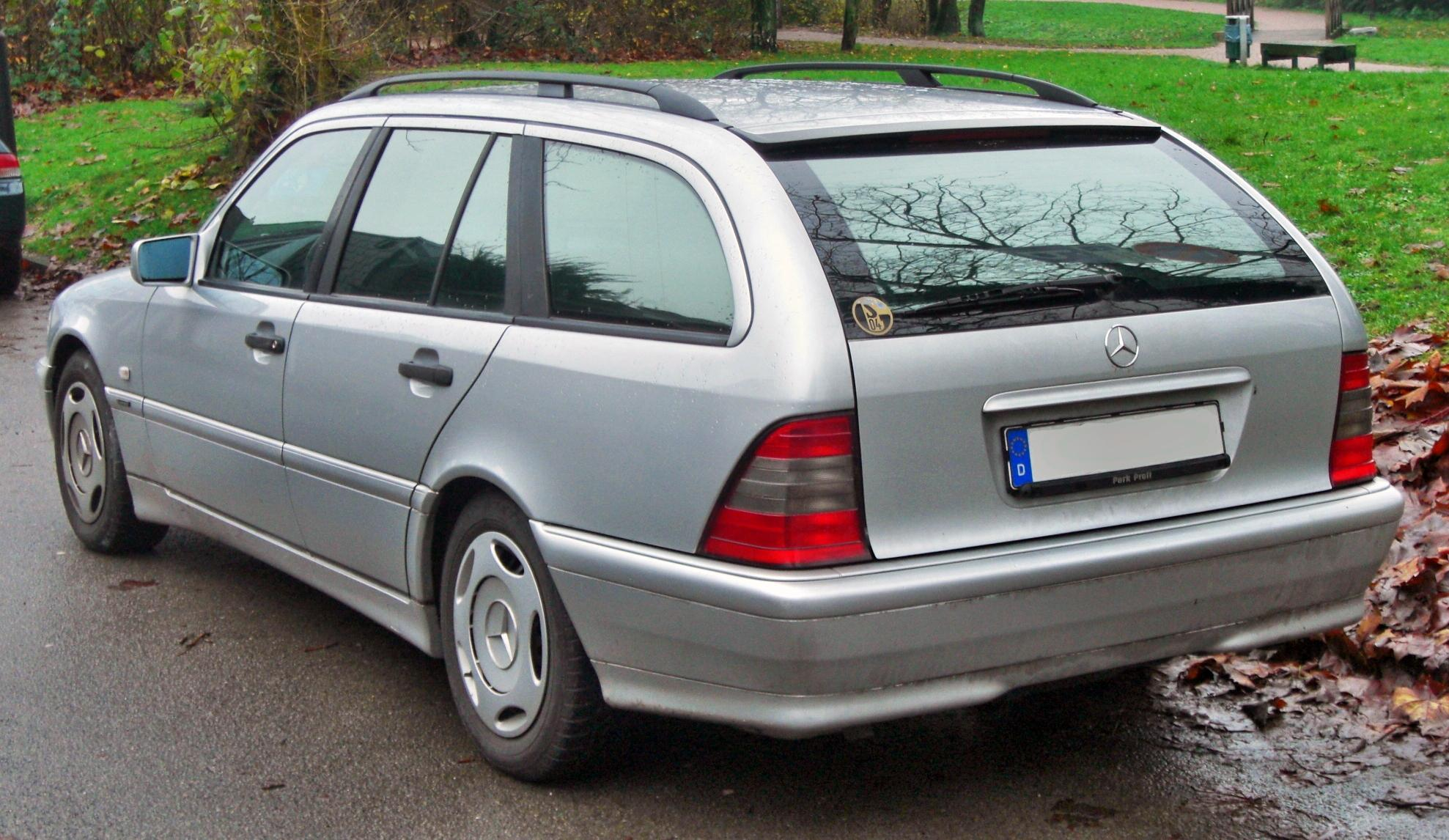
T-Modell

Das ab März 1996 angebotene T-Modell trägt die interne Bezeichnung S 202. Das Ladevolumen beträgt hier 465 Liter bis zur Höhe der Laderaumabdeckung bei hochgeklappter Rücksitzbank. Beim Umklappen der Sitzbank, ausgebauten Sitzkissen und Beladung bis unter das Dach kann ein maximales Ladevolumen von 1510 Liter erreicht werden. Die umklappbare, asymmetrisch geteilte Sitzbank ist im T-Modell serienmäßig.
Vom T-Modell liefen bis Januar 2001 221.247 Exemplare vom Band, womit es nur einen geringen Anteil an den Fertigungszahlen der Baureihe 202 beitrug. Hergestellt wurde das T-Modell in Bremen. Für diese Karosserievariante waren nicht alle Motoren erhältlich.

## Geschichte

### Vorstellung
Im Mai 1993 begann der Verkauf der C-Klasse. Zum Verkaufsstart waren die Ottomotoren C 180, C 200, C 220 und C 280 erhältlich. Bei den Dieselmotoren waren anfangs der C 200 Diesel, der C 220 Diesel und der C 250 Diesel verfügbar. Das Topmodell der Baureihe, der C 36 AMG, startete kurz darauf im September.
Im Januar 1994 wurde die Wegfahrsperre serienmäßig. Die Antriebsschlupfregelung (ASR), die nur für den C 280 mit Automatik und den C 36 AMG gegen Mehrpreis lieferbar war, erhielt einen neuen ASR-off-Schalter, der den bisherigen Schalter mit dem Schneekettensymbol ersetzte. Das wahlweise lieferbare automatische Sperrdifferenzial entfiel; dafür war gegen Mehrpreis das Elektronische Traktionssystem (ETS) erhältlich.
Ab August 1994 waren Beifahrerairbag und pneumatisch umklappbare Fondkopfstützen serienmäßig. Im Dezember ging die Infrarotfernbedienung für die Zentralverriegelung in die Serienausstattung über.

### Kleine Modellpflege
Die kleine Modellpflege im September 1995 brachte einige Änderungen wie zum Beispiel neue Polsterstoffe, neue Bedienelemente (abgerundete Schalter, neues Heizungs- und Klimabedienteil), grau-rote Heck- und weiße Blinkleuchten für alle Modelle und neue Zierteile (siehe Ausstattungslinien). Daneben waren ab diesem Zeitpunkt der Staubfilter mit Umluftfunktion für die Heizung und eine mechanische Radioantenne mit Radio- und Lautsprecherverkabelung sowie Abdeckungen für acht Lautsprecher in der Grundausstattung inbegriffen. Außer dem Modell C 36 AMG wurden alle Fahrzeuge in der Basisausführung mit Reifen im Format 195/65 R 15 versehen. Motorenseitig wurde das Programm durch den C 230 Kompressor und den C 250 Turbodiesel ergänzt, die Motoren C 200 Diesel und C 250 Diesel entfielen. Auf ausländischen Märkten angeboten wurde der mit dem C 230 Kompressor verwandte C 200 Kompressor, vor allem in Ländern, in denen der Hubraum hoch besteuert wird (zum Beispiel Italien und Griechenland).
Das T-Modell wurde im März 1996 vorgestellt. Erhältlich waren die Motoren C 180, C 200, C 230, C 220 Diesel und C 250 Turbodiesel. Der Motor C 230 ersetzte in der Limousine den C 220. Im Juni 1996 wurde exklusiv für den Export nach Portugal der C 200 Diesel angeboten. Die auf dem Vierventilmotor C 220 Diesel basierende Variante wurde bis 1998 in beiden Karosserievarianten angeboten.
Im August 1996 wurde das Viergang-Automatikgetriebe durch einen fünfstufigen Nachfolger ersetzt. Zudem bot Mercedes auf Basis des C 220 Diesel einen leistungsreduzierten und PME-geeigneten Motor an, welcher für das Taxigewerbe entwickelt wurde.
Im März 1997 wurde ETS für alle Modelle außer C 180 und C 220 Diesel Serienausstattung; der C 280 und der C 36 AMG wurden durch die nunmehr serienmäßige Antriebsschlupfregelung (ASR) aufgewertet.

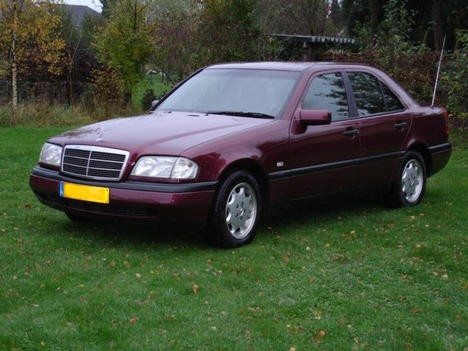
C 180 „Classic“ (1995–1997)
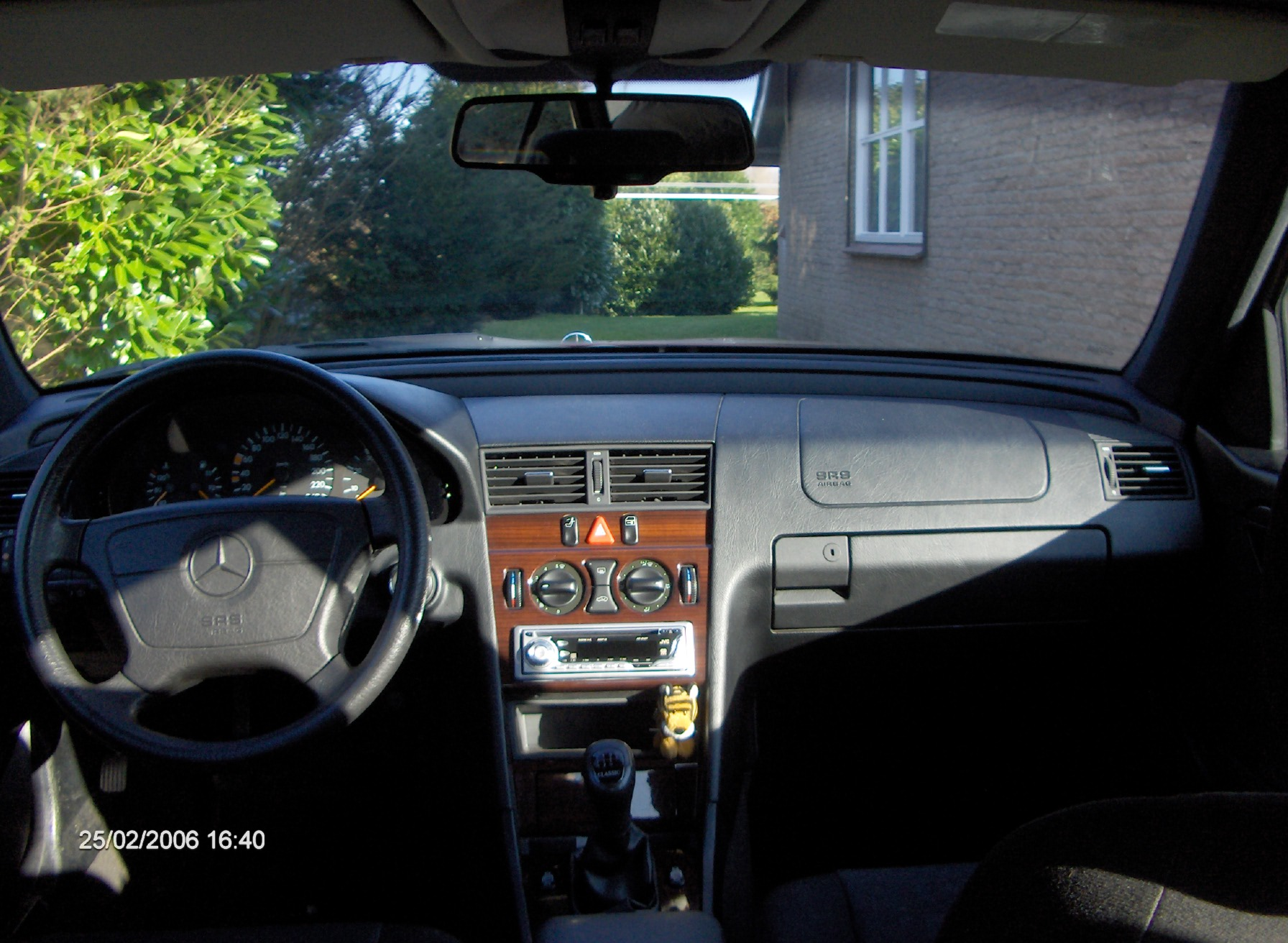
Interieur
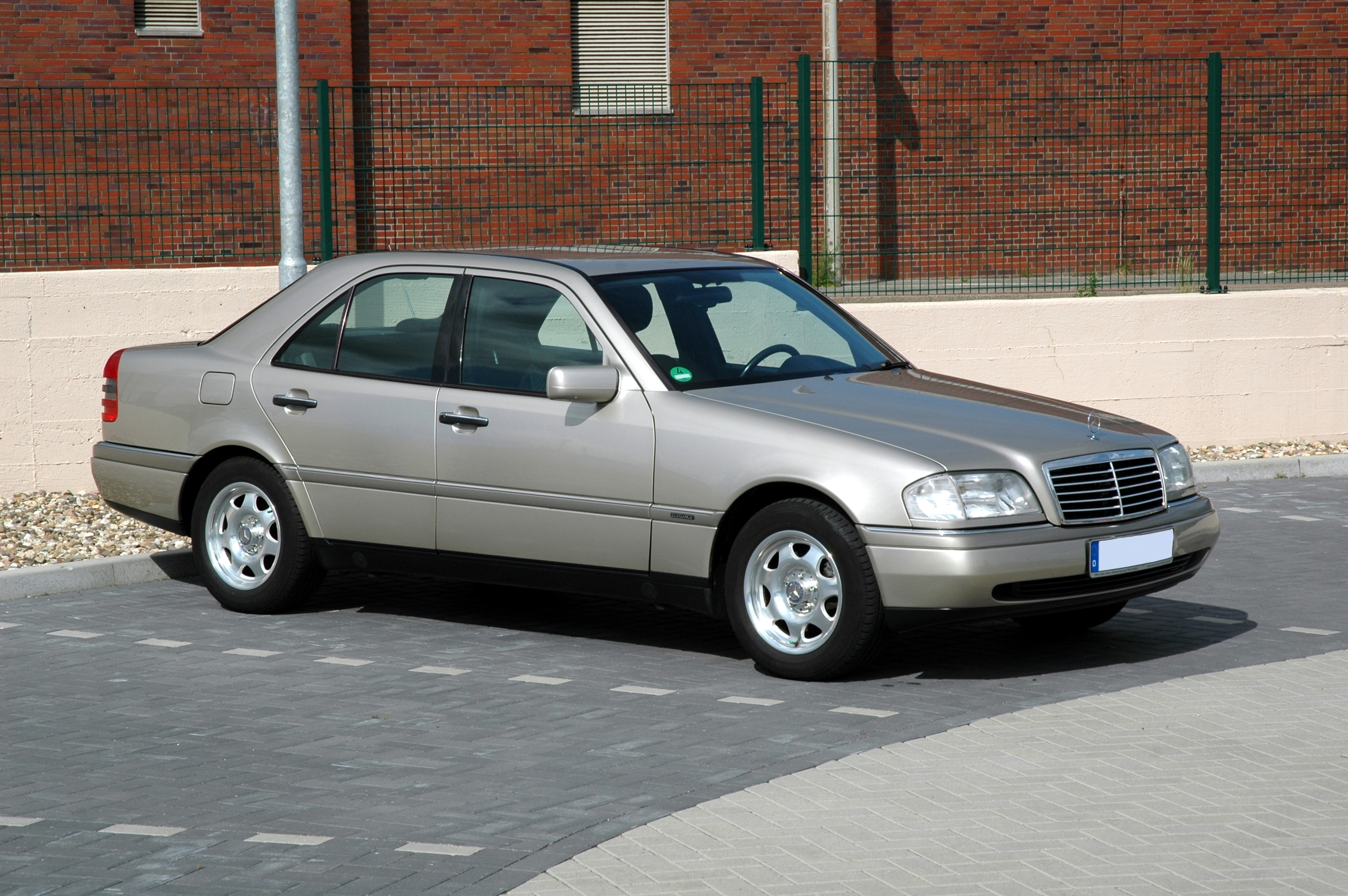
C 200 „Elegance“ (1995–1997)

### Große Modellpflege
Die auffälligste Änderung in der Baureihe erlebte die C-Klasse im Juni 1997 mit der großen Modellpflege. Von außen erkennbar durch neue, vollständig lackierte Stoßfänger und Seitenschweller, einen geänderten Heckdeckel, einen neuen Kühlergrill, lackierte Stoßleisten, getönte Rückleuchten und einige Ausstattungslinienspezifische Änderungen, wurde die C-Klasse auch durch eine reichhaltigere Ausstattung aufgewertet.
Die neugestalteten Türverkleidungen wurden mit Seitenairbags ausgerüstet, ein Bremsassistent und ein Gurtkraftbegrenzer gehörten zum neuen Sicherheitskonzept wie auch ASR für alle Modelle außer C 180 und C 220 Diesel. Die bislang aufpreispflichtigen Sonderausstattungen wie wärmedämmendes Glas, elektrische Fensterheber vorne und die Außentemperaturanzeige gehörten nun zur Serienausstattung. Neu in der C-Klasse waren außerdem das Fahrberechtigungssystem ELCODE mit Infrarot-Funk-Fernbedienung und der Wartungsrechner ASSYST, welcher die Wartungsintervalle bedarfsgerecht berechnet. Bei der Limousine wurde die Radioantenne wie beim T-Modell in die Heckscheibe integriert.
Die Fahrzeugelektrik wurde tiefgreifend verändert: Der schon von der S-Klasse W 140 und der E-Klasse W 210 bekannte CAN-Bus wurde nun auch in der C-Klasse eingeführt. Mit dieser Technik werden die Fahrzeugsysteme über eine gemeinsame Datenleitung miteinander vernetzt. Dadurch mussten Steuergeräte, Bedienelemente und andere elektronische Baugruppen geändert werden. Für die neu eingeführten V6-Ottomotoren C 240 und C 280 der Baureihe M 112 mit drei Ventilen war das Elektronische Stabilitätsprogramm (ESP) bestellbar. Die neuen Motoren waren für die Limousine und das T-Modell erhältlich und ersetzten den C 230 und den bisherigen C 280. Der auf dem C 280 basierende C 36 AMG wurde eingestellt. Im T-Modell war auch der C 230 Kompressor erhältlich.
Auf der IAA in Frankfurt am Main wurden im September 1997 der neue Dieselmotor C 220 CDI und die neue Sportvariante C 43 AMG vorgestellt. Der C 220 CDI mit dem OM 611 ist das erste Mercedes-Benz-Fahrzeug mit Common-Rail-Direkteinspritzung. Im Vergleich zum C 220 Diesel hat der neue Motor 30 Prozent mehr Leistung, 50 Prozent mehr Drehmoment und 10 Prozent weniger Verbrauch. Ab Dezember 1997 wurde er ausgeliefert. Der C 43 AMG erhielt mit dem M 113 ebenfalls einen neu entwickelten Motor. Der V8-Motor ist mit dem M 112 technisch eng verwandt. Er war für Limousine und T-Modell erhältlich.
Ab April 1998 ersetzte der C 200 CDI den C 220 Diesel. Der C 200 CDI ist eine leistungsreduzierte Variante des C 220 CDI; der Hubraum ist bei beiden Fahrzeugen gleich. Der C 220 Diesel ist nur noch als leistungsreduzierte Taxi-Variante erhältlich. Die ASR ist nun in allen Modellen serienmäßig.
AMG bot ab Juli 1998 den C 55 AMG an, welcher in geringer Stückzahl hergestellt wurde. Hierzu wurde ein fertiggebauter C 43 (Limousine oder Kombi) als Neuwagen in Affalterbach zum C 55 umgerüstet.
Im August 1999 wurde die Baureihe nochmals überarbeitet. Ein neues Fünfgang-Automatikgetriebe mit Tippschaltung wurde eingeführt. Zur Grundausstattung gehörten nun ESP und in Kombination mit einem Automatikgetriebe auch ein Tempomat.

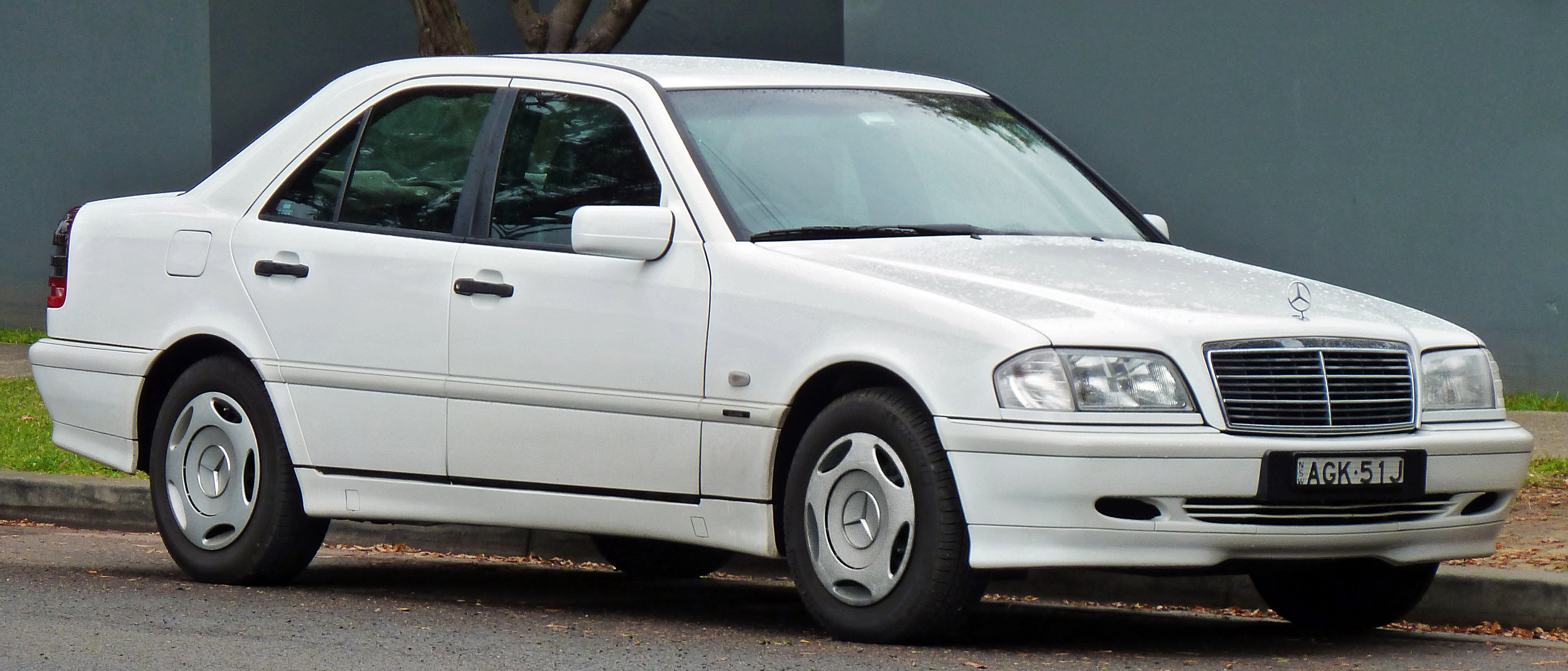
C-Klasse (1997–2000)
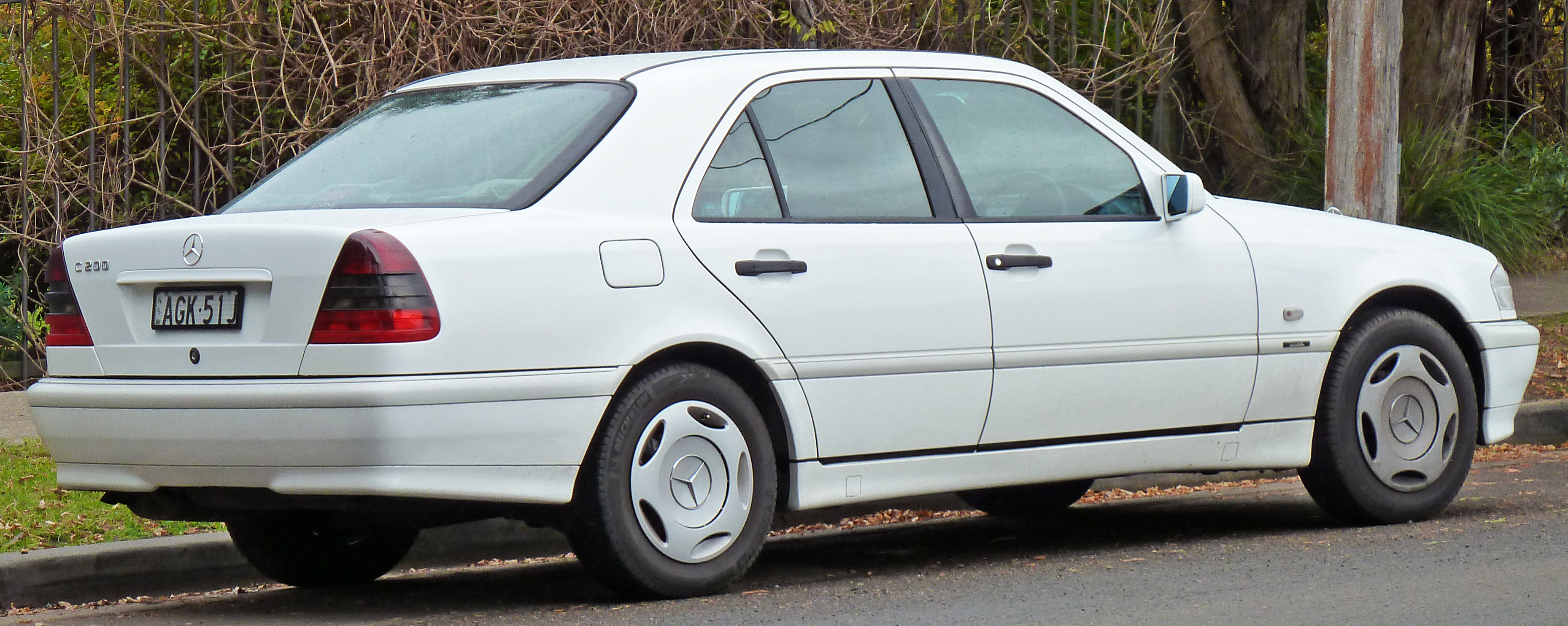
Heckansicht

Nach dem Auslaufen der Limousine (W 202) im Juni 2000 wurde das T-Modell (S 202) noch bis Januar 2001 weiter angeboten.
Aus dem Nachfolger W 203 wurden einige Motoren in den S 202 übernommen. Vor allem die überarbeiteten Motoren des Typs M 111 Evo erhielten Einzug. Der C 180 (2,0 Liter Hubraum, ab September 2000) und der C 200 Kompressor ersetzten alle vierzylindrigen Ottomotoren. Der C 240 erhielt den Motor mit 2,6 Litern Hubraum. Das AMG-Modell entfiel. Alle Ottomotoren wurden ab Werk mit dem neuen Sechsgang-Schaltgetriebe ausgeliefert.
| Abmessungen         |                  |         |                 |                  |             |          |                |                 |
| Baujahr             | Länge über alles | Breite  | Spurweite vorne | Spurweite hinten | größte Höhe | Radstand | Überhang vorne | Überhang hinten |
| 03/1993 bis 05/1997 | 4487 mm          | 1720 mm | 1499 mm         | 1464 mm          | 1460 mm     | 2690 mm  | 790 mm         | 1007 mm         |
| 06/1997 bis 01/2001 | 4516 mm          | 1723 mm | 1499 mm         | 1464 mm          | 1460 mm     | 2690 mm  | 807 mm         | 1019 mm         |

## Varianten

### Ausstattungslinien
Um den Kunden eine weitgehende Individualisierung seines Fahrzeugs zu ermöglichen, war die C-Klasse mit verschiedenen Design- und Ausstattungslinien bestellbar. Neben optischen Unterschieden wichen sie auch in der Serienausstattung voneinander ab. Die Linien Elegance und Sport kosteten Aufpreis.

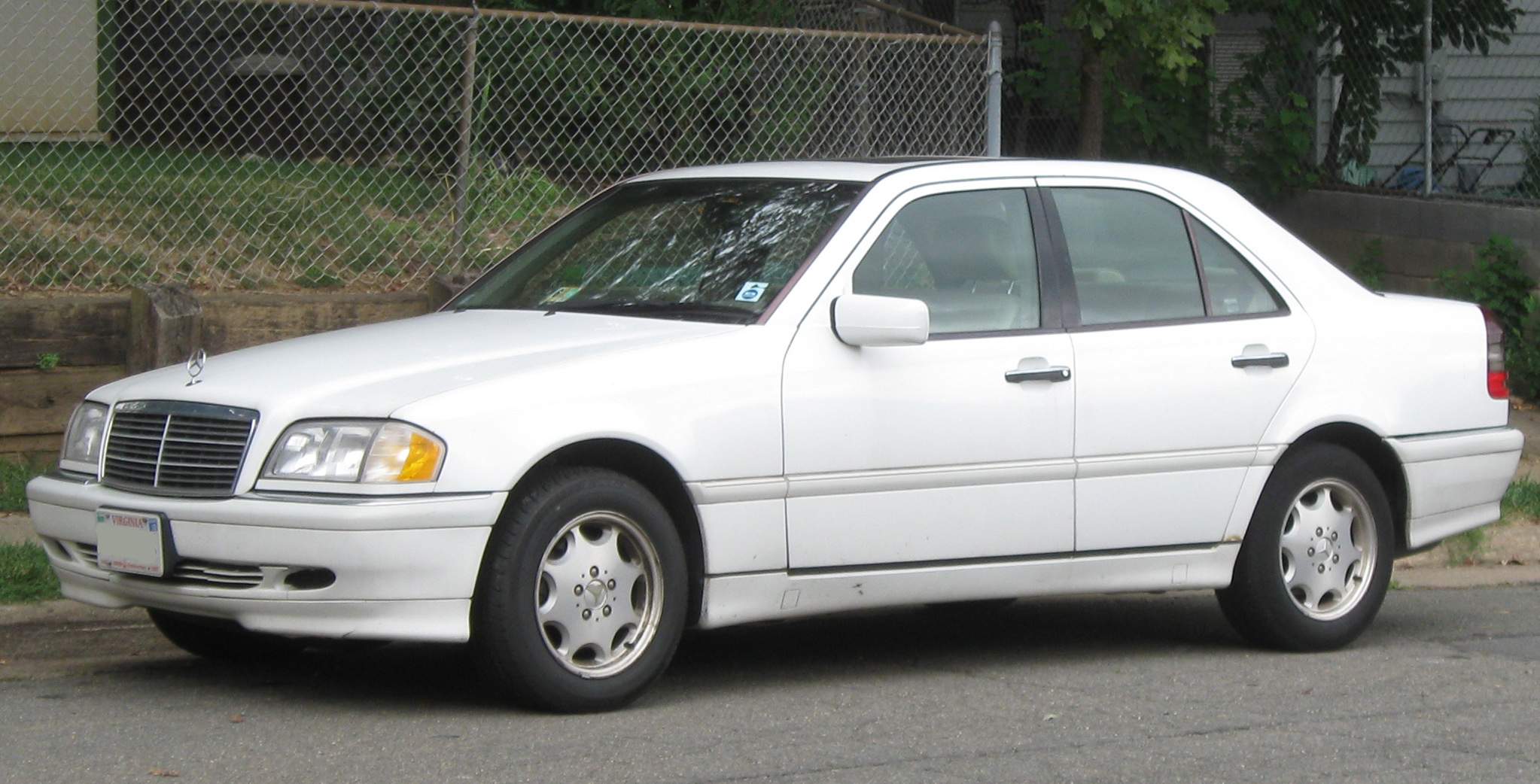
C 280 (US-Modell; 1997–2000)

Für einige Exportmärkte wie beispielsweise Nordamerika gab es keine unterschiedlichen Ausstattungslinien und nur ein eingeschränktes Motorenangebot. In den USA basierte die Ausstattung auf der europäischen Design- und Ausstattungslinie Elegance.

#### Klassische Version
Diese Variante war bis zur kleinen Modellpflege im September 1995 die Basisvariante der C-Klasse. Außen ist sie durch die orangefarbenen Blinkleuchten, die gelb-weiß-roten Rückleuchten, die dunkelgrauen Stoßleisten und die mattschwarz pulverbeschichteten Zierstäbe und B-Säulenverkleidungen erkennbar. Ein Kotflügelschild ist nicht vorhanden. Im Innenraum kommen mattschwarze Kunststoffzierblenden zum Einsatz, die Türzierleisten sind mit schwarzem Stoff bespannt.

#### Classic
Kleine Modellpflege
Mit der kleinen Modellpflege wurde die klassische Version der C-Klasse in Classic umbenannt. Im Exterieur unterscheidet sie sich von der klassischen Variante durch weiße Blinkleuchten, grau-rote Rückleuchten und das Kotflügelschild „Classic“. Innen kommen neben einem anderen Stoffmuster nun Zebrano-Echtholzzierblenden in der Mittelkonsole zum Einsatz. Die Türzierleisten sind mattschwarz gehalten. Im Schalt- beziehungsweise Wählhebel ist auf der Schaltschemaplakette der Name „Classic“ aufgeführt.
Große Modellpflege
Mit dem Facelift wurden die Stoßleisten nun in Kontrastfarbe lackiert. Der Innenraum bekam ein geändertes Stoffmuster. Das Holzmuster wurde von Zebrano auf Alameda geändert.

#### Esprit
Produktionsbeginn
Um jüngere Käufer anzusprechen, führte Mercedes bereits zu Produktionsbeginn die Design- und Ausstattungslinie Esprit ein, die ohne Mehrpreis bestellbar war. Sie hat kräftige rote oder blaue Stofftöne in den Sitzmittelbahnen und Türverkleidungen. Die Grundfarbe war jedoch schwarz; eine komplett schwarze Innenausstattung war auch bestellbar. Fahrzeuge mit der Esprit-Ausstattung erhielten eine um 25 Millimeter tiefergelegte Karosserie und das Kotflügelschild „Esprit“. Ansonsten basierten sie auf der klassischen Variante. Abweichend hierzu waren die Türzierleisten und die Zierblende unter der Windschutzscheibe aus mattschwarzem Kunststoff gefertigt. Letztere entfiel im Juni 1994. Optional war der Sonderlack Lichtgelb bestellbar.

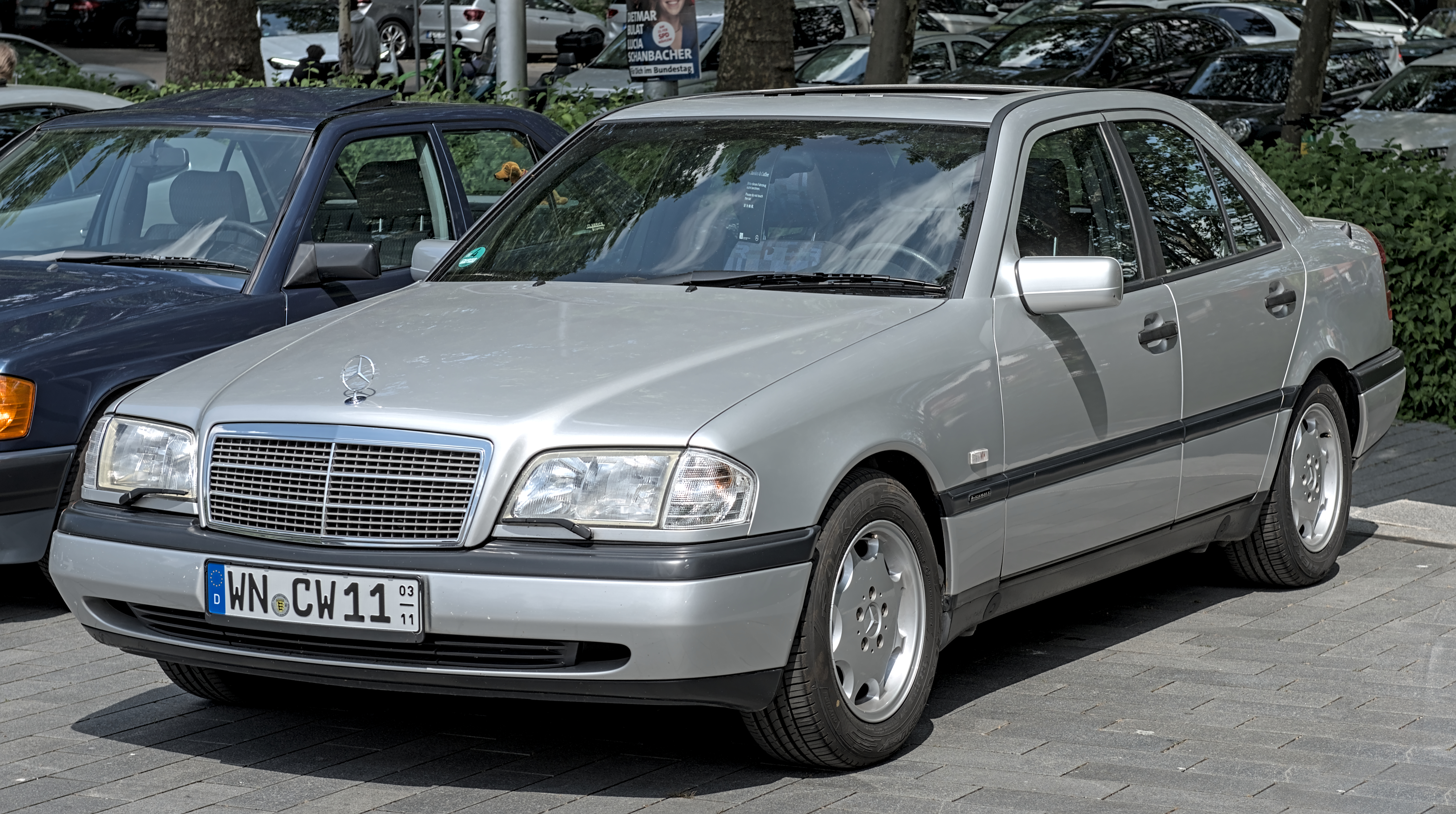
W 202 „Esprit“ (1993–1995)
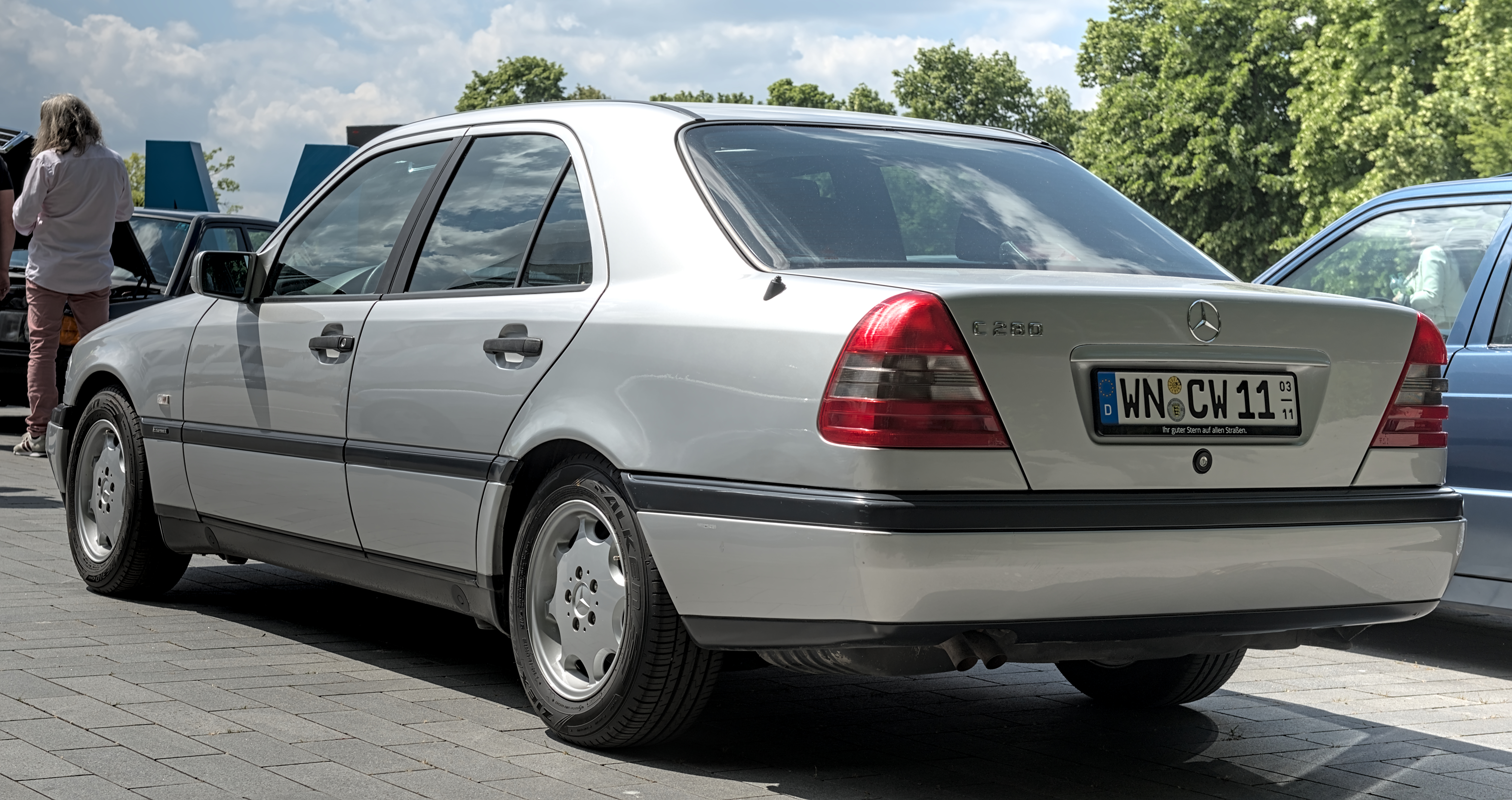
Heckansicht

Kleine Modellpflege
Die Änderungen, die die Classic-Ausführung bekam, wurden analog auch beim Esprit umgesetzt. Als Zierblenden wurde nun ein gebürstetes Aluminium-Imitat verwendet. Das Polsterdesign wurde geändert und war nicht mehr komplett in schwarz erhältlich. Außen unterschieden den Esprit zusätzlich Radzierblenden in einem eigenen Design von der Linie „Classic“. Optional war der Sonderlack Lapisblau bestellbar.
Große Modellpflege
Mit der großen Modellpflege wich der Esprit nun stärker von der Classic-Ausführung ab. Im Innenraum wurden neben den Zierelementen in der Mittelkonsole auch die Türzierleisten in einer eigenständigen, bläulichen Dekorfolie ausgeführt. Das Stoffmuster wurde geändert und war nun wieder komplett in schwarz bestellbar. Außen wurden die Zierleisten analog zur Classic-Modellpflege in Kontrastfarbe lackiert; das Radkappendesign wurde überarbeitet. Optional waren die Sonderlackierungen Lapisblau und Spinellrot bestellbar.

#### Sport
Produktionsbeginn
Die Ausstattungslinie Sport sollte der C-Klasse ein sportlicheres Erscheinungsbild verschaffen und somit für Käufer attraktiv machen, die bislang bei sportlicher orientierten Herstellern wie BMW Kunde waren. Außen war die Sport-Variante durch in Wagenfarbe lackierte Stoßleisten, weiße Blinkleuchten, grau-rote Rückleuchten und an dem Kotflügelschild „Sport“ erkennbar. Die B-Säulenverkleidung war mit einem Karomuster bedruckt. Serienmäßig waren ein Sportfahrwerk mit um 25 Millimeter tiefergelegter Karosserie, Breitreifen 205/60 R 15 auf 15-Zoll-Leichtmetallrädern mit 5-Loch-Muster. Im Innenraum wurden die Zierteile in der Mittelkonsole, in den Türen und unter der Windschutzscheibe in einer schwarzen, geriffelten Kunststoffoberfläche im Karomuster ausgeführt. Die serienmäßigen, vorderen Sportsitze waren mit einem Stoff im Karomuster bespannt. Das Sportlederlenkrad wird durch einen Schalt- oder Wählhebel in Leder ergänzt. In der Rücksitzlehne war eine Mittelarmlehne eingebaut. Der Aufpreis zur klassischen Variante betrug 4600 DM (Stand der Preisliste 1. Mai 1993).
Kleine Modellpflege
Wie bei den anderen Ausstattungslinien wurde beim Sport das Stoffmuster geändert und die Plakette auf dem Schalt- bzw. Wählhebel mit „Sport“-Schriftzug eingeführt. Die Zierteile trugen ab diesem Zeitpunkt eine Carbonoptik. Der Aufpreis zur Classic-Ausführung betrug 3737,50 DM (Stand der Preisliste 1. September 1995).
Große Modellpflege
Ab der großen Modellpflege kamen neue Sechs-Loch-Leichtmetallräder mit Breitreifen 205/55 R 16 zum Einsatz. Die Verkleidungen an der B-Säule und dem Fenstersteg wurden im Muster „Spider“ ausgeführt. Innen erhielt der Sport das aus dem CLK bekannte Lenkrad, das später durch ein anderes, aus der Modellpflege des SLK stammendes ersetzt wurde. Außerdem wurde ein individuelles Kombiinstrument verwendet, das  Zifferblätter und Zeiger in Hellelfenbein trägt. Passend hierzu wurden die Luftmengen- und Luftverteilungsdrehschalter mit hellelfenbeinfarbigen Skalen ausgestattet. Das Stoffmuster wurde ebenfalls geändert; die Zierteile, deren Oberfläche an ein Gewebe aus Kohlenstofffasern erinnerte, erhielten eine feinere Struktur. Der Aufpreis zur Classic-Ausführung betrug 3737,50 DM (Stand der Preisliste 1. September 1997).

#### Elegance
Produktionsbeginn
Die Design- und Ausstattungslinie Elegance ist die luxuriöse Variante der C-Klasse. Sie kam ab Produktionsbeginn mit einer deutlich reichhaltigeren Serienausstattung daher. So waren vier elektrische Fensterheber, eine Mittelarmlehne mit großem Staufach vorne, eine Mittelarmlehne in der Rücksitzbank, eine Kofferraumauskleidung, Pompadourtaschen an den vorderen Sitzlehnen, ein Lederlenkrad sowie Lederschalt- bzw. Wählhebel in der Ausstattungsfarbe und ein Staubfilter mit Umluftschalter serienmäßig. Außen setzte sich das Elegance-Paket durch Stoßleisten in Kontrastfarbe mit Chromeinlagen, Türgriffe mit Chromeinlagen, Radzierblenden mit Chromrand, weiße Blinker, rot-graue Heckleuchten, schwarz glänzend lackierte B-Säulenverkleidungen sowie Fensterstege, schwarz glänzend eloxierte Zierstäbe und dem Kotflügelschriftzug „Elegance“ ab. Im Innenraum wurden die Zierteile an Mittelkonsole, Türverkleidungen und unter der Windschutzscheibe aus Zebranoholz gefertigt. Das Interieur war farblich aufeinander abgestimmt und die Sitze trugen ein schlichtes Stoffmuster. Der Aufpreis zur klassischen Variante betrug 3392,50 DM (Stand der Preisliste 1. Mai 1993).

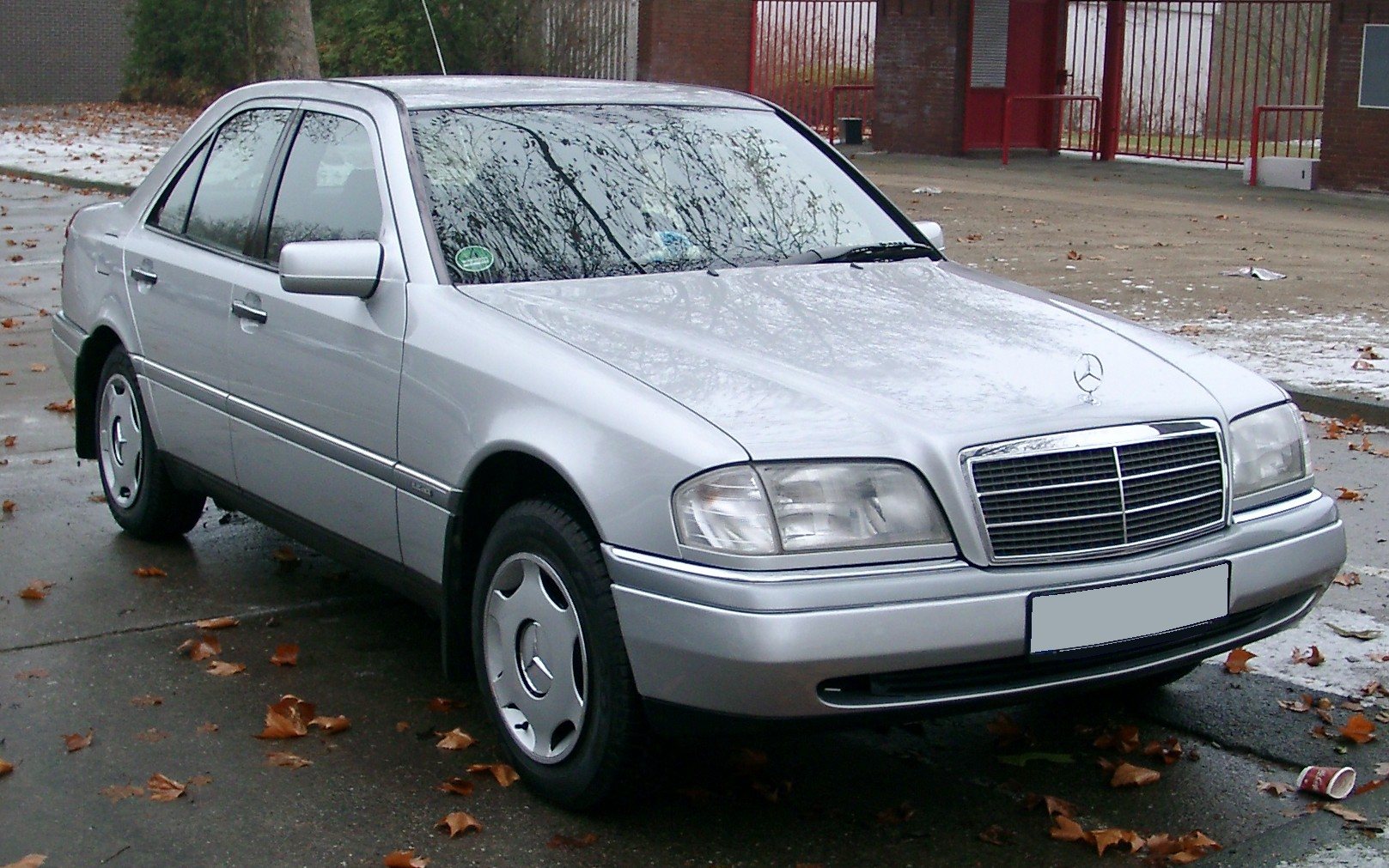
W 202 „Elegance“ (1993–1995)
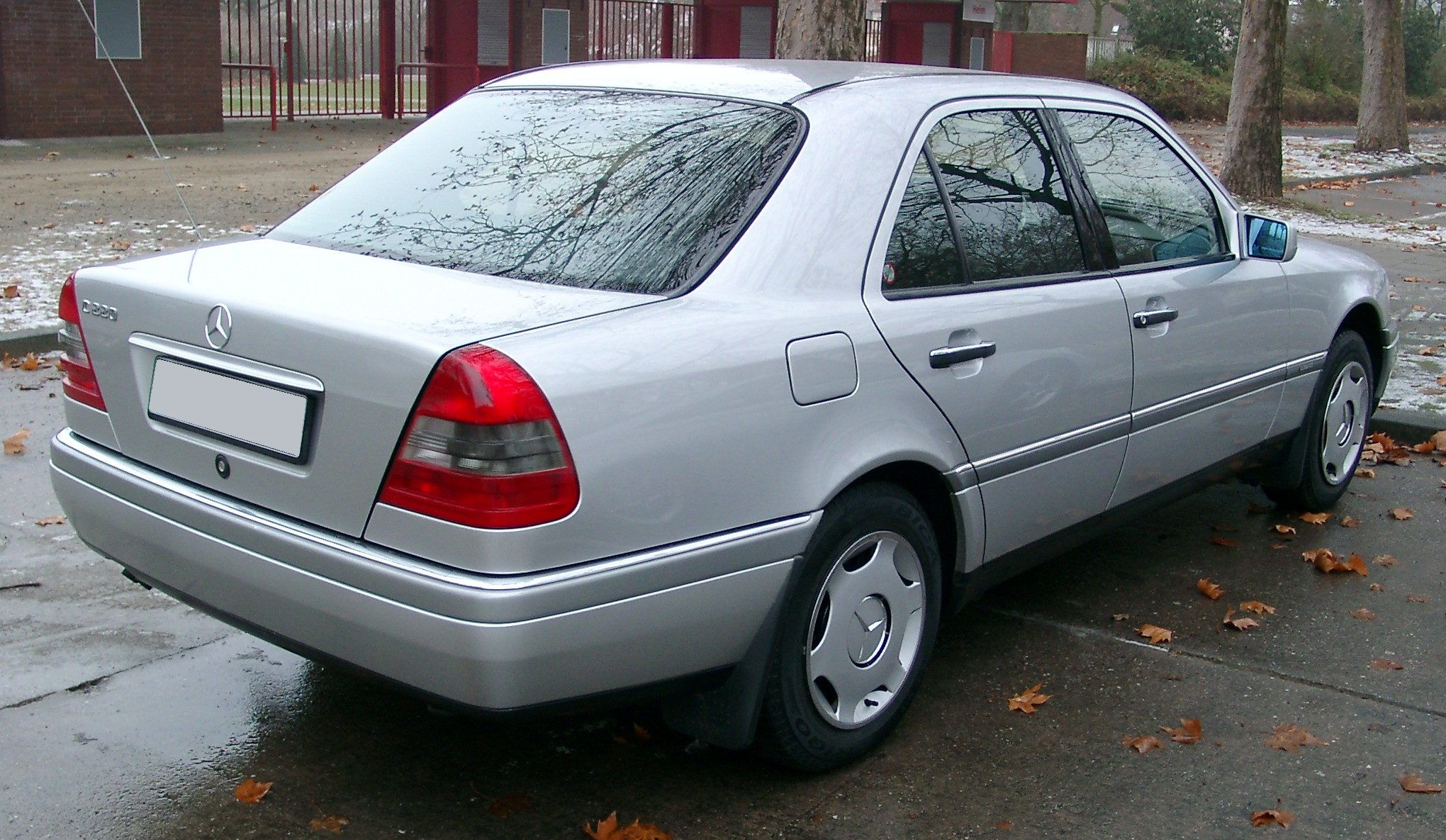
Heckansicht

Kleine Modellpflege
Zur kleinen Modellpflege wurde das Stoffmuster geändert und die Zebrano-Zierelemente gegen Wurzelholz getauscht. Auch in der Elegance-Ausführung bekam der Schalt- bzw. Wählhebel eine Plakette mit dem Schriftzug „Elegance“. Der Aufpreis zur Classic-Ausführung betrug 3450 DM (Stand der Preisliste 1. September 1995).
Große Modellpflege
Mit Einführung des Facelifts erhielt die Linie Elegance Leichtmetallräder mit 10 Löchern in der Radscheibe mit Reifen 195/65 R 15 und ein geändertes Stoffmuster. Der Aufpreis zur Classic-Ausführung betrug 3737,50 DM (Stand der Preisliste 1. September 1997).

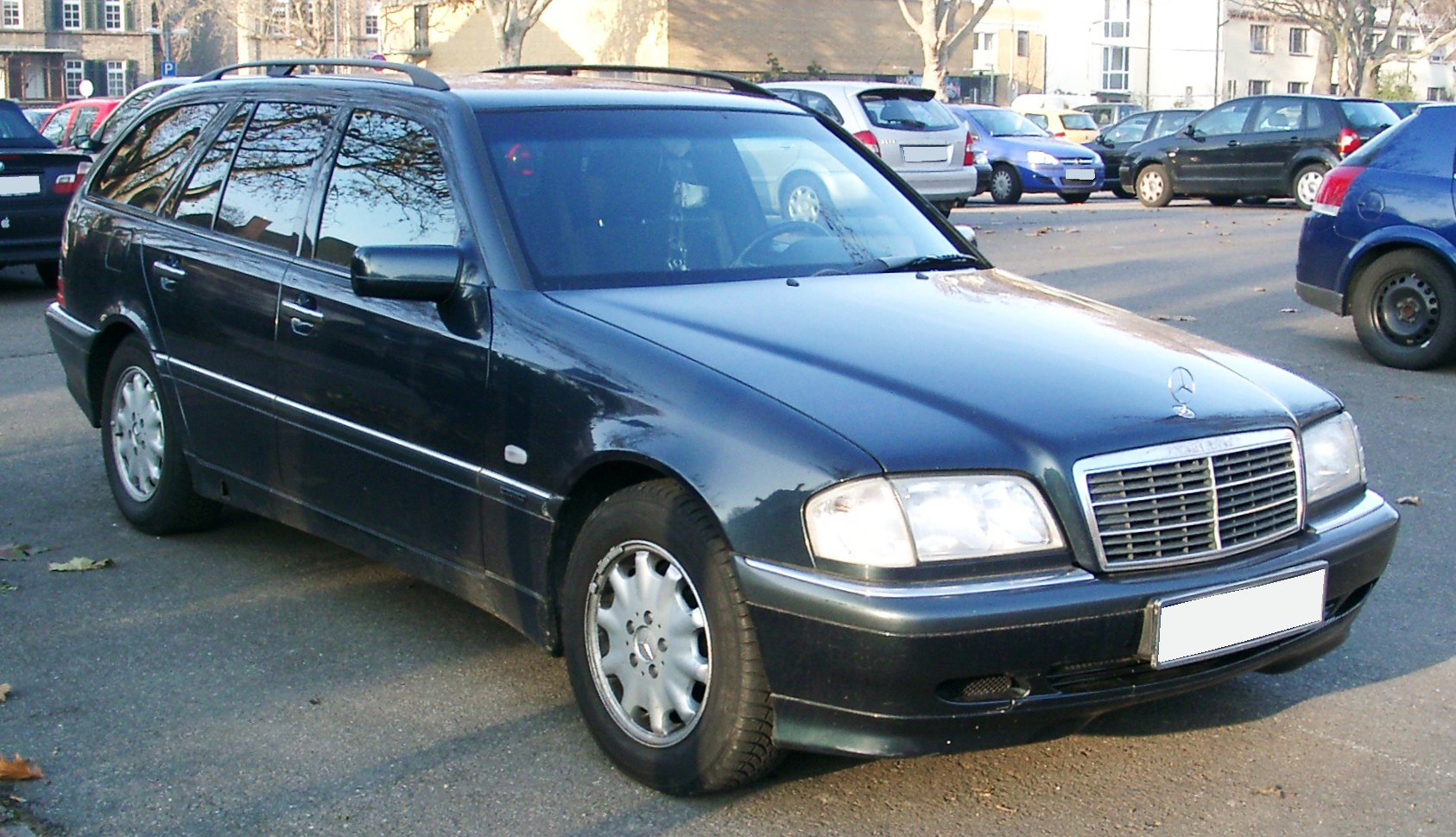
S 202 „Elegance“ (1997–2001)
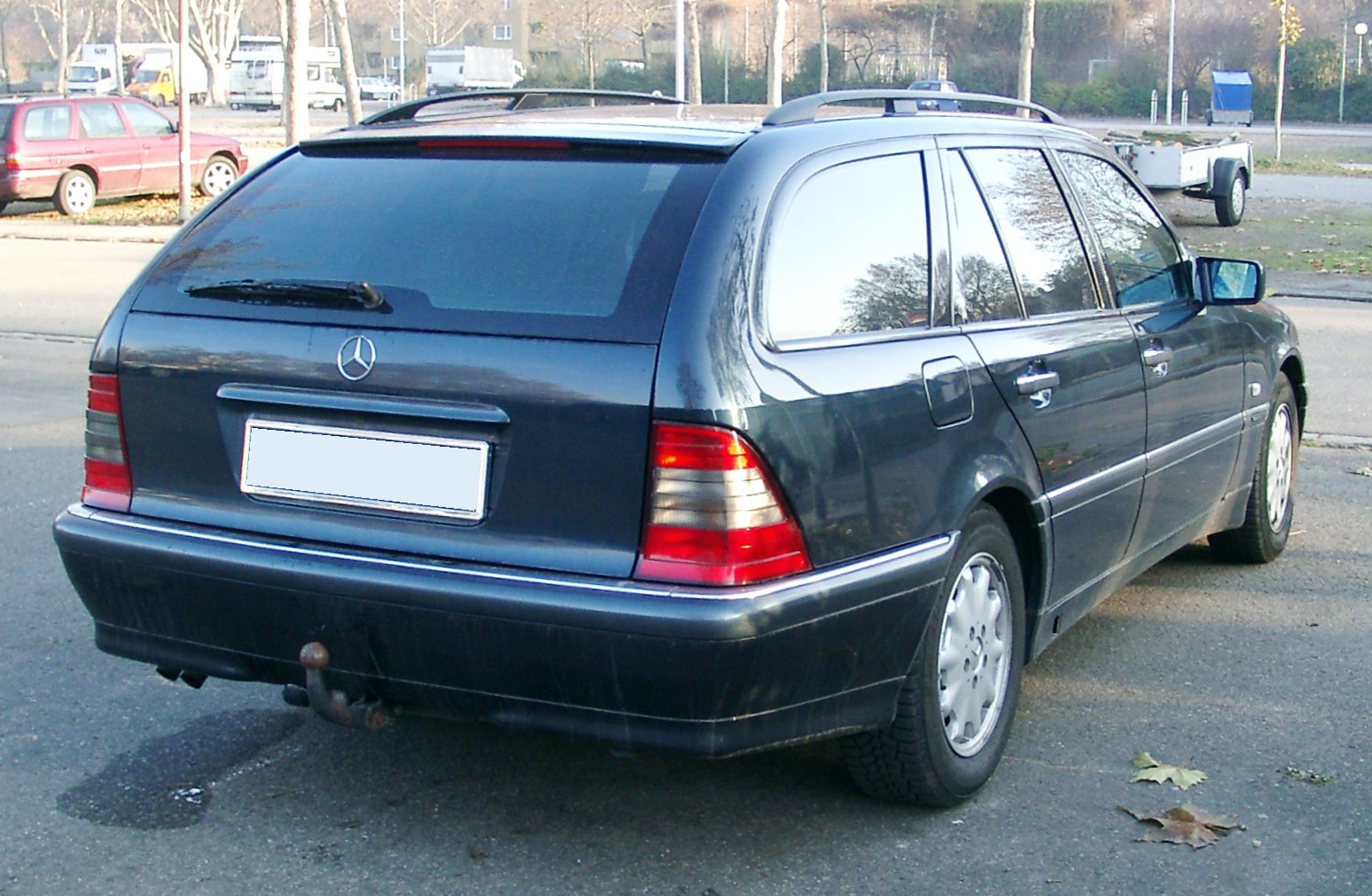
Heckansicht

### Sondermodelle
Während der Bauzeit der C-Klasse waren auch einige Sondermodelle erhältlich, welche auf den jeweiligen Design- und Ausstattungslinien basierten. Sie waren aufpreispflichtig, brachten jedoch durch eine reichhaltigere Serienausstattung einen Preisvorteil mit sich.

#### Sport DTM-Edition
September 1994 bis August 1995
Dieses Sondermodell wurde aufgrund der Markenmeisterschaft in der DTM aufgelegt. Gegenüber der Sport-Ausstattung erhielt dieses Sondermodell Breitreifen 225/45 R 17 auf AMG-Leichtmetallrädern. Es standen die Metallic-Lackierungen Brillantsilber, Turmalingrün oder die Metallic-Sonderfarbe Saphirschwarz zur Auswahl. Der Aufpreis zur klassischen Variante betrug 5980 DM.

#### Esprit ATP-Tour
September 1995 bis August 1996
Aufgrund des Sponsorings der ATP Tour führte Mercedes-Benz das Sondermodell ein. Aufbauend auf der Esprit-Ausführung erhielt der ATP-Tour eine Durchladeeinrichtung, elektrische Fensterheber vorne, wärmedämmendes Glas und Breitreifen 205/60 R 15 auf Leichtmetallräder mit fünf Speichen. Der Aufpreis zur Linie Esprit betrug 966 DM.

#### Sport ATP-Tour
September 1996 bis Februar 1998
Der Sport ATP-Tour trat die Nachfolge des Esprit ATP-Tour an. Er basierte auf der Sport-Ausstattung und war nur für die Limousine erhältlich. Außen sind Breitreifen 225/45 R 17 auf AMG-Leichtmetallrädern und abgedunkelte Heckleuchten eingebaut. Zudem hat das Modell wärmedämmendes Glas. Im Innenraum sind schwarze Lederpolster, Edelstahl-Einstiegsleisten mit „Mercedes Benz“-Schriftzug, das aus dem CLK bekannte Sport-Lederlenkrad und vier elektrische Fensterheber. Lieferbar waren die Metallic-Lackierungen Brillantsilber, Smaragdschwarz und die Sonderfarbe Violan. Der Aufpreis zur Linie Esprit betrug 7993 DM.
Nach dem Facelift im Juni 1997 gingen das wärmedämmende Glas, das Lenkrad und die abgedunkelten Rückleuchten in den Serienumfang der C-Klasse, bzw. der Linie Sport über. Dementsprechend reduzierte sich der Paketpreis des Sondermodells auf 6670 DM.

#### Esprit Champion
März 1998 bis Mai 1999
Das auch in der Sonderfarbe Aquagrün erhältliche Sondermodell mit Fußballmotiven ergänzte die Serienausstattung des Esprit um eine Klimaanlage, die vordere Armauflage mit Staufach, Breitreifen 205/60 R 15 auf Leichtmetallrädern mit fünf Speichen und das Kassettenradio „Radio MB special RDS“.
Das Paket war sowohl für die Limousine als auch für das T-Modell erhältlich. Der Aufpreis zur Linie Esprit betrug 3480 D-Mark (inkl. 16 % MwSt.)

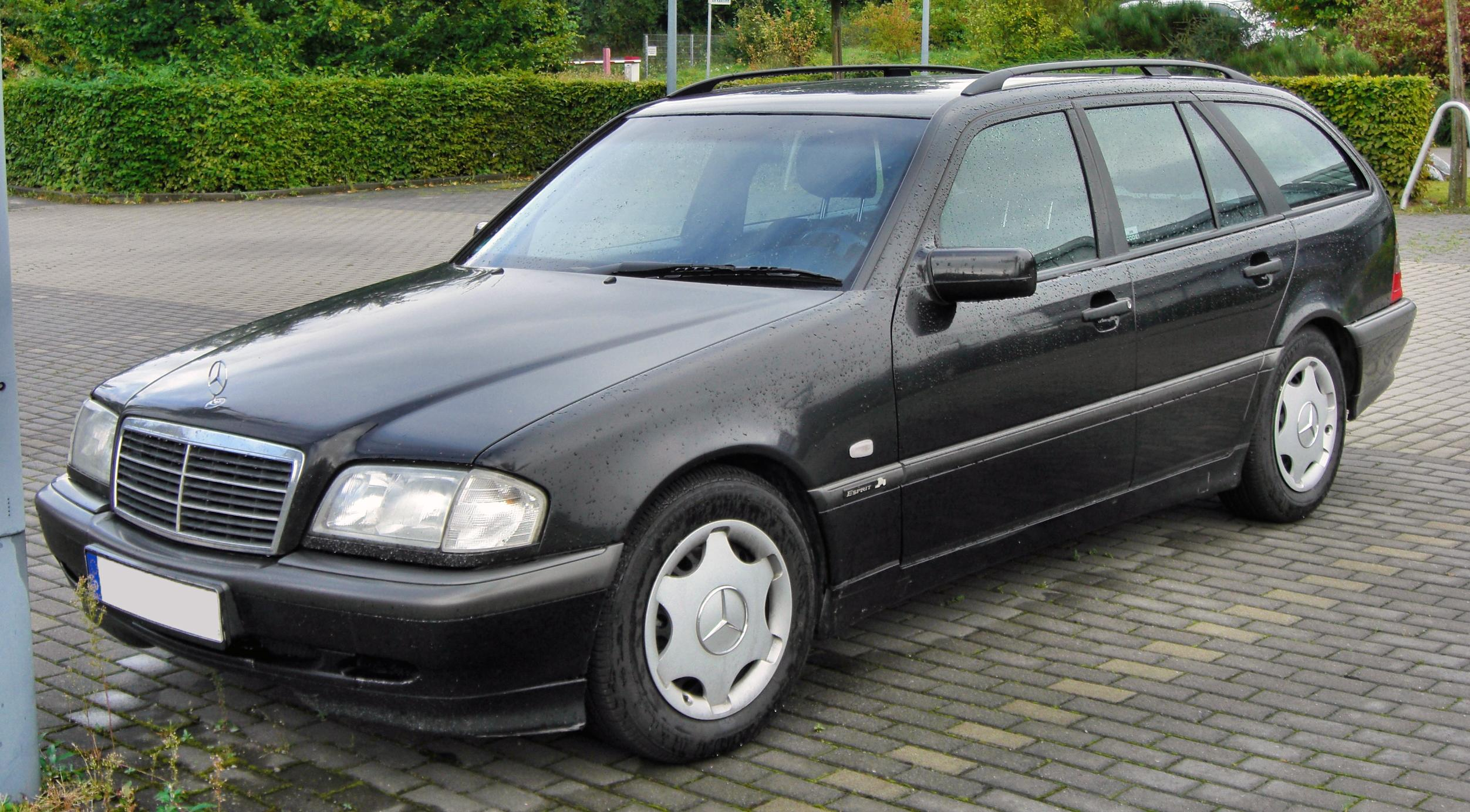
C-Klasse T-Modell „Esprit Champion“ (siehe Kotflügelplakette)
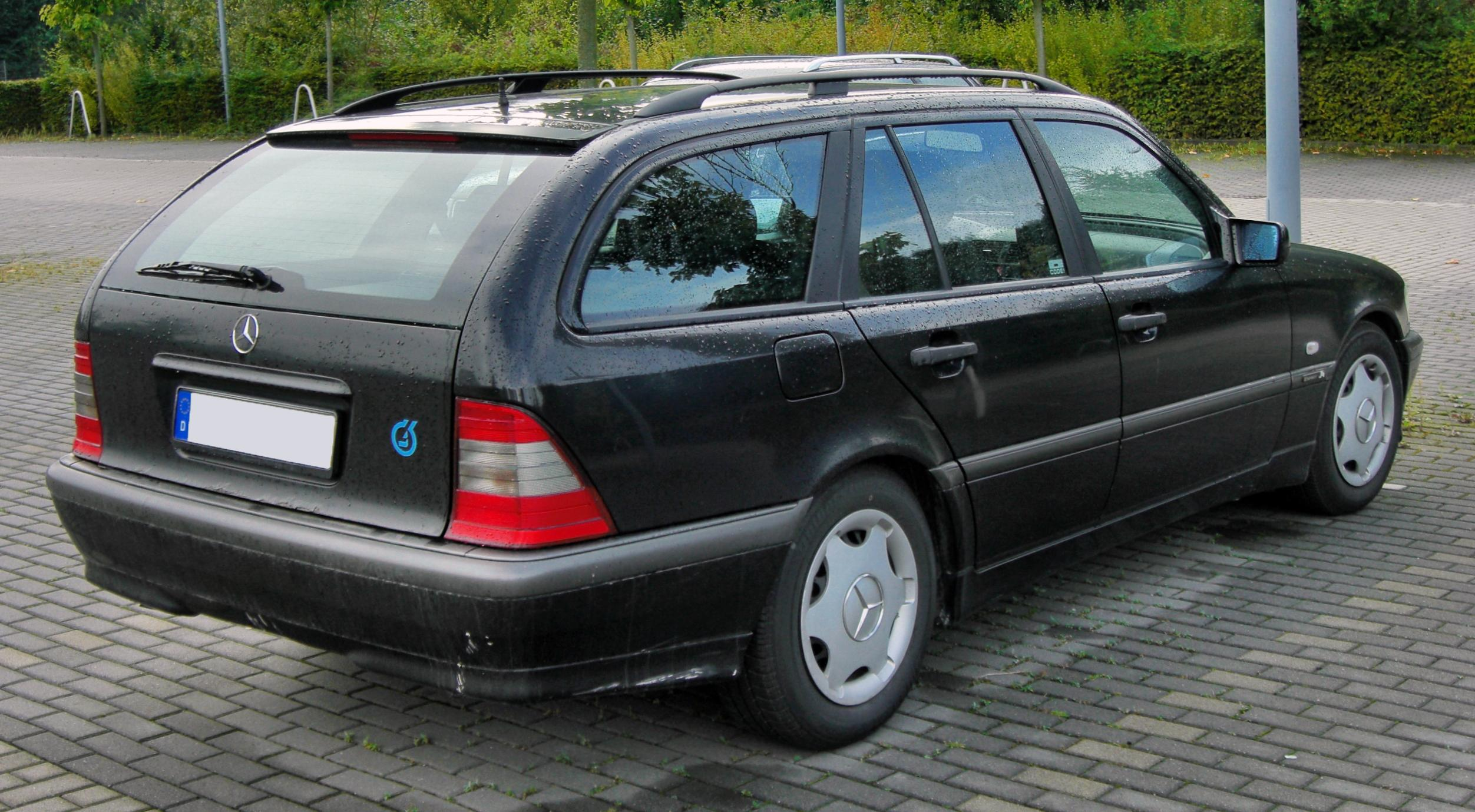
Heckansicht

#### Esprit Selection
Juni 1999 bis März 2000
Exklusiv für das T-Modell erhältlich wurde im Juni 1999 das Ausstattungspaket Esprit Selection eingeführt. Diese Variante beinhaltete eine Klimaanlage, die vordere Armauflage mit Staufach, Leichtmetallräder „Merak“ mit Breitreifen 205/55 R 16 und das Radio MB audio 10. Optional konnte die Metallic-Sonderfarbe Jaspisblau bestellt werden.
Der Aufpreis zur Linie Esprit betrug 3480 DM.

#### Classic Selection
Juni 1999 bis März 2000
Analog zum Paket Esprit Selection für das T-Modell war ab Juni 1999 das Sondermodell Classic Selection nur für die Limousine bestellbar. Es beinhaltete ebenfalls eine Klimaanlage, die vordere Armauflage mit Staufach, Reifen 195/65 R 15 auf Leichtmetallrädern mit sechsfach gelochten Radscheiben und das Radio MB audio 10. Bestellt werden konnte die Metallic-Sonderfarbe Jaspisblau.
Der Aufpreis zur Linie Classic betrug 3132 DM.
April 2000 bis Januar 2001
Nach dem Auslaufen der Fertigung der Limousine war das T-Modell noch einige Monate erhältlich. In dieser Zeit wurde das Paket Classic Selection für das T-Modell angeboten. Es glich der Variante für die Limousine in Ausstattung und Preis.

### AMG-Modelle
Auch für die C-Klasse waren Topmodelle des Tuners AMG erhältlich. Neben einer umfassenden Serienausstattung, verbesserter Technik, leistungsstarken Motoren und einem sportlich gestalteten Innenraum wurden die AMG-Modelle mit einem AMG-Karosseriepaket ausgestattet.

#### C 36 AMG
September 1993 bis Juni 1997
Der technisch auf den C 280 in der Ausführung Sport basierende C 36 AMG war im Urmodell für die Limousine erhältlich. Er wurde ab September 1993 zu einem Einstiegspreis von 95.450 D-Mark (inkl. 15 % MwSt.) angeboten.
Im Innenraum ergänzten vier elektrische Fensterheber, die Armlehne vorne, hintere Kopfstützen und ein spezielles Kombiinstrument mit Außentemperaturanzeige, schwarzen Skalen und grauen Rahmen die Sportausstattung. Farblich zum Kombiinstrument passend waren das Sport-Lederlenkrad und der Automatikwählhebel mit C-36-Plakette der serienmäßigen Automatik zweifarbig ausgeführt. Von außen ist die sportliche Limousine durch das AMG-Styling, durch den eckigen Doppelrohrauspuff und durch die einteiligen AMG-Leichtmetallräder in den Dimensionen 7,5 J x 17 ET 35 vorn mit 225/45-R-17-Reifen und 8,5 J x 17 ET 30 hinten mit Reifen 245/40 R 17 zu erkennen. Auf der technischen Seite kommen eine Infrarotfernbedienung für die Schließanlage, ein Tempomat, eine verstärkte Bremsanlage und ein AMG-Sportfahrwerk zum Einsatz.

#### C 43 AMG
September 1997 bis Mai 2000
Auf der IAA im September 1997 vorgestellt, trat der achtzylindrige C 43 AMG mit Fünfgang-Automatikgetriebe die Nachfolge seines sechszylindrigen Vorgängers an. In der Preisliste vom 1. September 1997 wird für den C 43 AMG in der Serienausstattung ein Kaufpreis von 114.425 DM genannt. Die Ausstattung basiert wieder auf dem Modell Sport.
Zum Serienumfang gehörten die Fahrdynamikregelung ESP, eine Armauflage vorn mit Fach, eine Durchlademöglichkeit, vier elektrische Fensterheber, beheizbare Vordersitze, eine Klimatisierungsautomatik mit Motor-Restwärmeausnutzung, elektrisch verstellbare Sportsitze vorne mit Multikonturfunktion, Batterie mit größerer Kapazität, Lichtmaschine mit größerer Leistung und beheizte Scheibenwaschdüsen. Das Kombiinstrument ähnelt dem Exemplar aus der Sportversion. Es hat einen schwarzen Rahmen, hellgraue Zeiger mit schwarzem Rahmen und ebenfalls hellgraue Zifferblätter mit orangefarbener Beleuchtung, deren Skala bis 280 km/h reicht. Die Lederpolster der nur für den C 43 und C 55 gefertigten Sportsitze haben einen besonderen Schnitt und waren, ebenso wie das AMG-Sportlenkrad, auf Wunsch zweifarbig mit der Akzentfarbe silber oder blau erhältlich.
Weitere AMG-spezifische Merkmale sind das Styling-Paket, der ovale Doppelrohrauspuff, das Sportpaket und die einteiligen AMG-Leichtmetallräder in den Dimensionen (Vorderachse) 7,5 J x 17 ET 35 und (Hinterachse) 8,5 J x 17 ET 30 mit Reifen 225/45 R 17 vorn und 245/40 R 17 hinten. Im Gegensatz zum C 36 AMG war der C 43 AMG auch als T-Modell erhältlich.
Auf besonderen Kundenwunsch konnte das Tempolimit heraufgesetzt werden; im Paket inbegriffen war dann eine Tachometerskala mit dem Endwert 300 km/h.

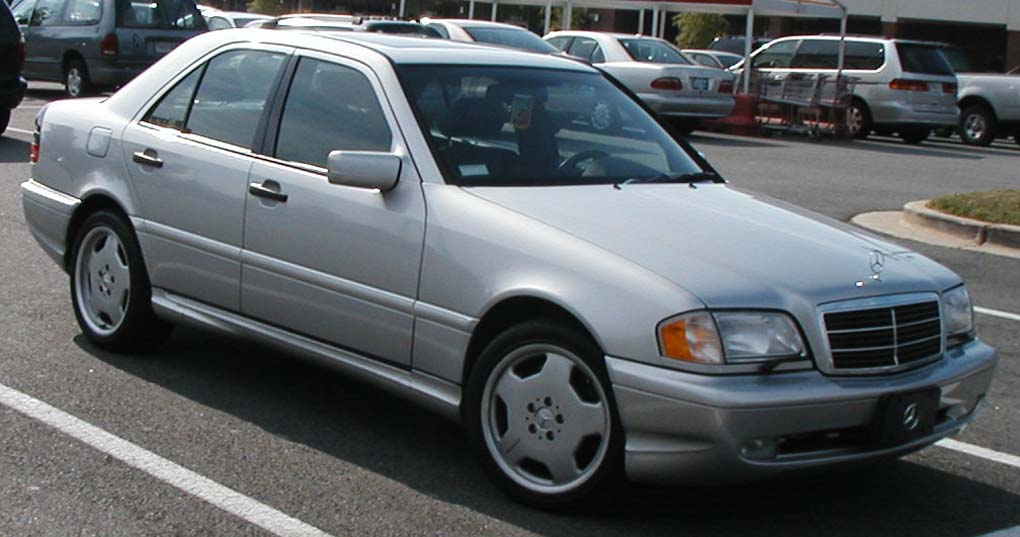
C 43 AMG (1997–2000)
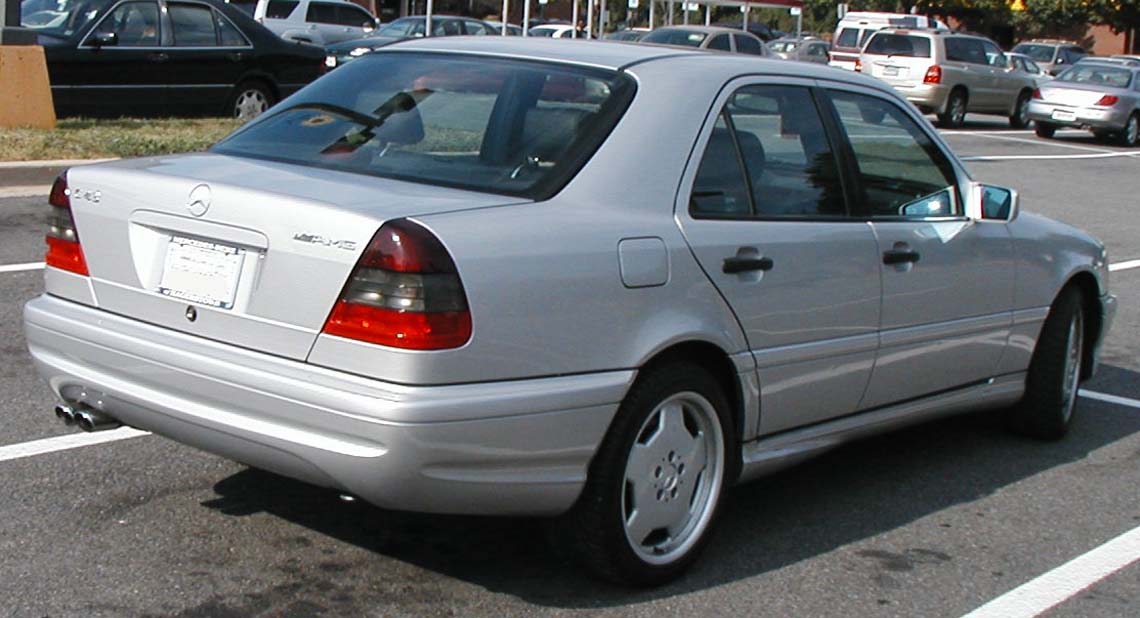
Heckansicht
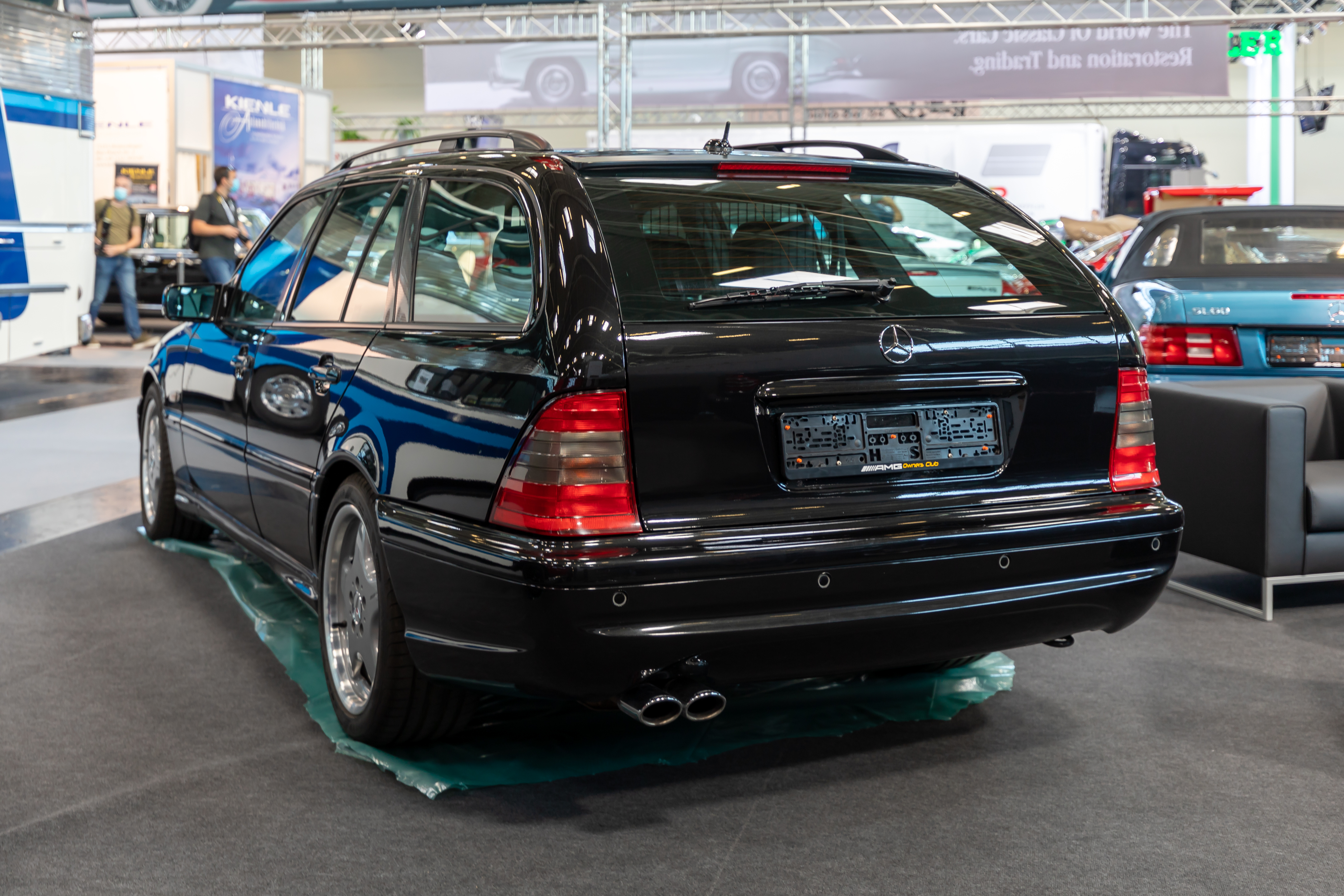
T-Modell

#### C 55 AMG
Juli 1998 bis Mai 2000
Ab Juli 1998 war auf Basis des C 43 AMG der C 55 AMG erhältlich. Diese Fahrzeuge wurden nur in sehr geringen Stückzahlen hergestellt.
Das Modell wurde in der offiziellen Preisliste der C-Klasse nicht geführt, denn ein C 55 AMG entstand immer aus einem C 43 AMG, der in den Werkshallen von AMG zum C 55 AMG umgebaut wurde (dies war auch bei bereits gebrauchten Fahrzeugen lange Zeit möglich). Die Fahrzeuge unterscheiden sich optisch in folgenden Details: C-55-Typschild, 300-km/h-Tachometer, anthrazitfarbener Avantgarde-Kühlergrill mit mehreren Querstreben. Im Verborgenen gab es einige technische Änderungen: Der Motor erfuhr tiefgreifende Eingriffe (u. a. Kurbelwelle, Kolben, Pleuel, Nockenwellen, Ventile, Einspritzventile, Ansaugung), die neue Motorkennung lautet 113.936 und als Getriebe wurde das 722.636 und ein zusätzlicher Getriebeölkühler verbaut. Motor- und Getriebesteuergerät bekamen einen neuen Datenstand. Außerdem musste die Bodengruppe modifiziert werden, um ein größeres Differential mit Übersetzung 2,82 aufnehmen zu können.

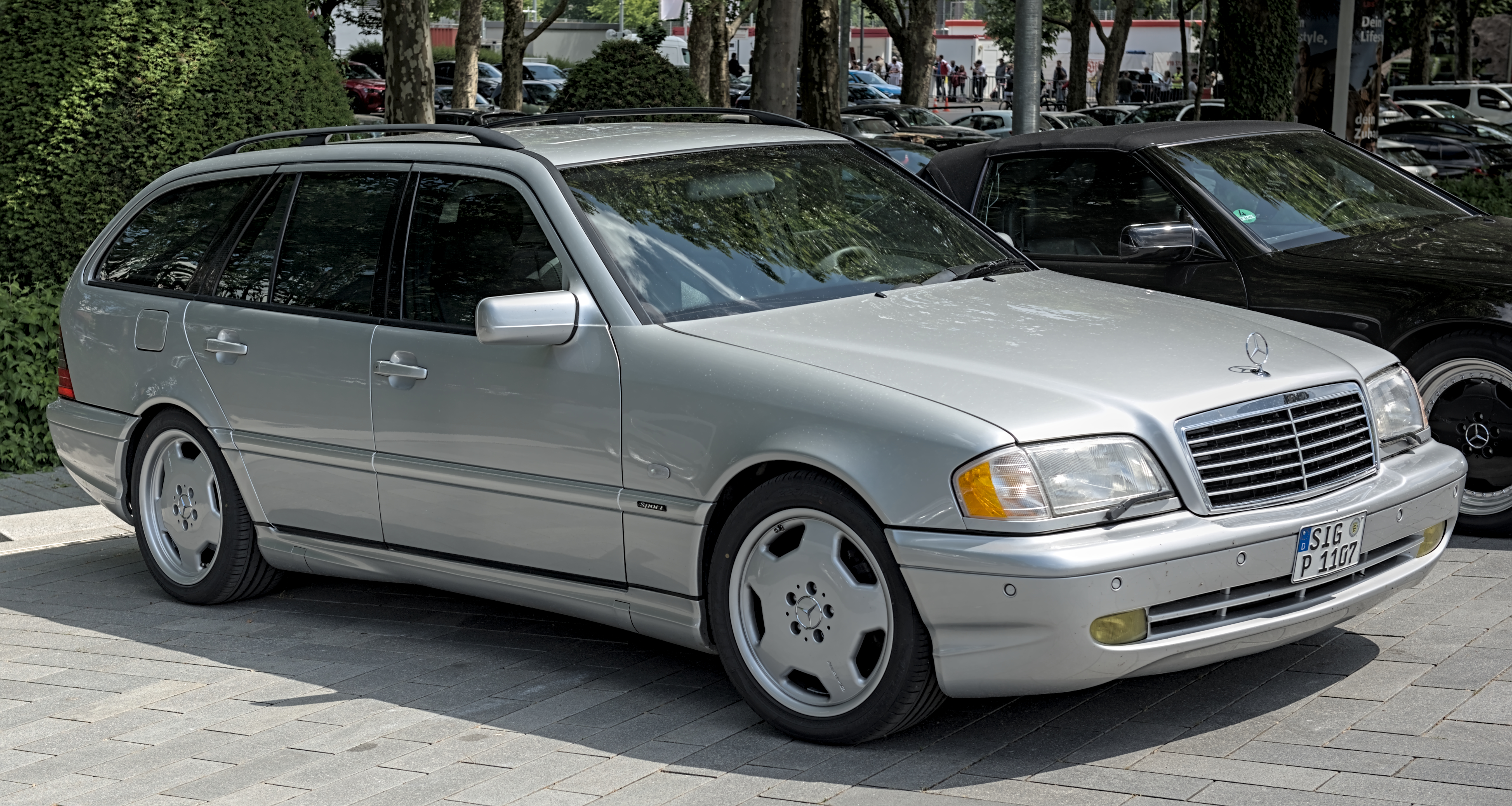
C 55 T AMG
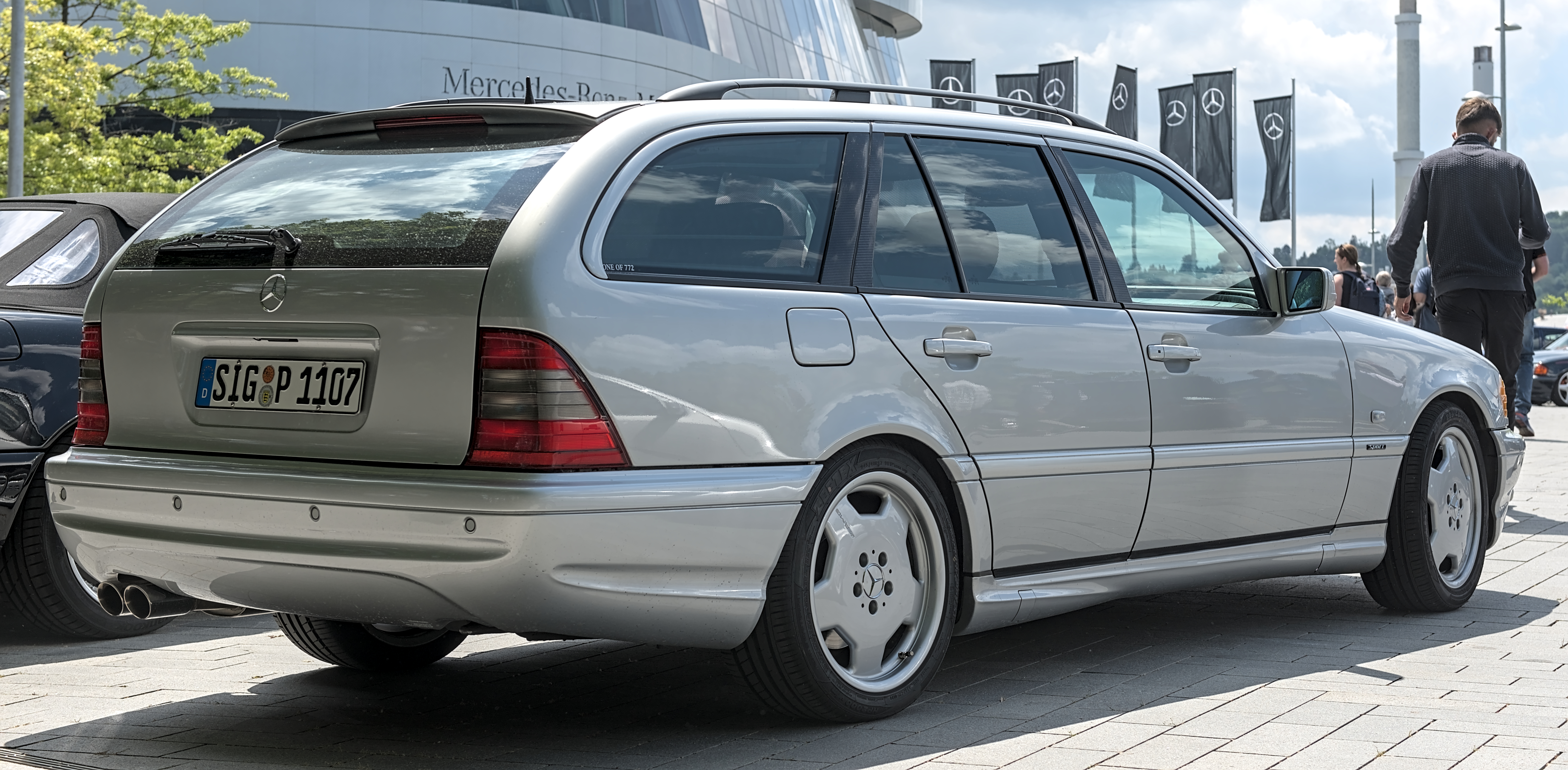
Heckansicht

### Tuning-Modelle
In der gesamten Bauzeit gab es zahlreiche Tuningfahrzeuge von Nobeltunern wie Brabus, Lorinser und Carlsson. Diese unterschieden sich im Aussehen und den Motorleistungen von den Serienmodellen. Als Beispiele wären hier zu nennen:
Brabus C V8 (300 kW/408 PS), Lorinser C32 (165 kW/225 PS), Carlsson C25TD (132 kW/180 PS).

## Motoren
Zum Start der Baureihe 202 stand bereits ein umfangreiches Typenprogramm mit vier Ottomotoren und drei Dieselmodellen zur Verfügung. Während der Bauzeit wurden immer wieder neue Motorvarianten eingeführt und ältere Ausführungen gestrichen. So blieb die Motorenpalette über die gesamte Bauzeit modern.

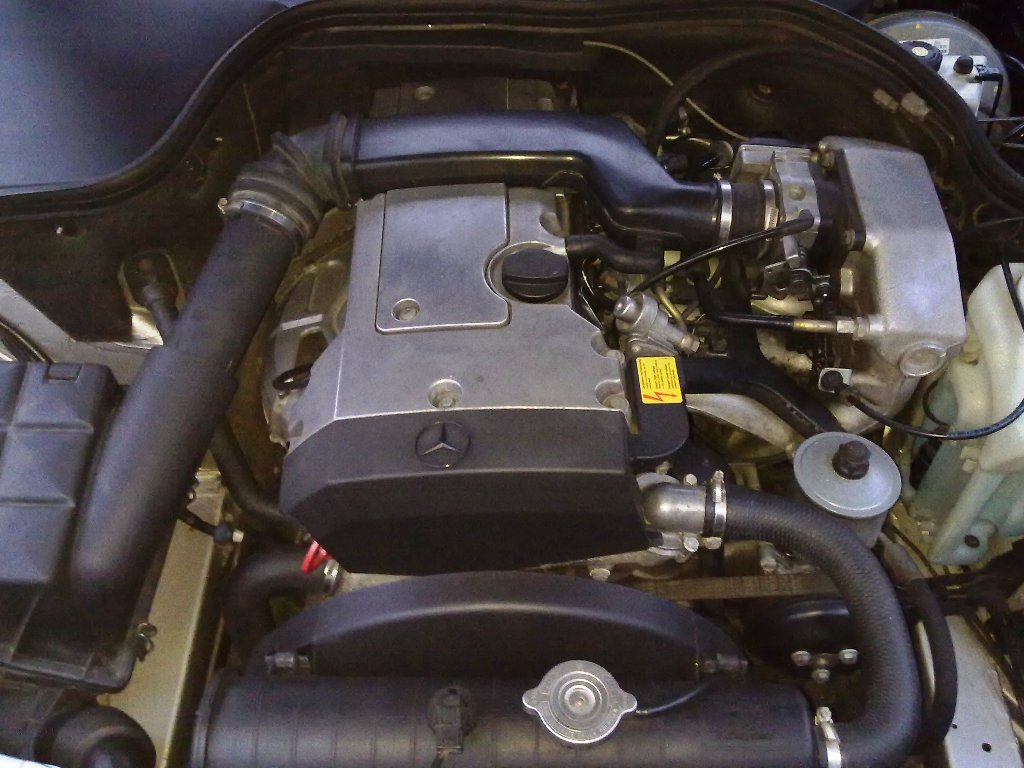
Motor eines frühen C 180

### Ottomotoren
Die in der C-Klasse erhältlichen Vierzylinder stammen alle aus der Baureihe M 111, wie sie ab 1992 in der E-Klasse bereits verwendet wurde. Völlig neu konstruiert wurde nur der Motor des C 180. Außer dem C 220 waren die Vierzylinder mit P-Motorsteuerung für die Einspritzanlage ausgestattet. 1996 löste der C 230 den C 220 ab, die anderen Vierzylinder-Ottomotoren werden modifiziert und vereinheitlicht. So erhielten nun auch das 1,8-Liter-Triebwerk und der 2-Liter-Motor eine Einspritzanlage, die das HFM-System mit Heißfilm-Luftmassenmesser statt der seitherigen P-Motorsteuerung einsetzt. Beide bekamen außerdem während des Betriebs verstellbare Einlassnockenwellen. Den M 111 gab es teilweise auch mit Aufladung durch einen Kompressor. Diese Technik wurde im C 200 Kompressor (nur für Export) und im C 230 Kompressor angewandt. Nach der tiefgreifenden Überarbeitung der Baureihe M 111 zum M 111 EVO im März 2000 waren der C 180 (mit 2 Litern Hubraum) und der C 200 Kompressor im T-Modell erhältlich. Der Reihensechszylinder im C 280 ist aus der Baureihe M 104 und trägt vier Ventile pro Zylinder. Er war mit der aus dem C 220 bekannten HFM-Motorsteuerung und der verstellbaren Einlassnockenwelle ausgerüstet.
Die ab der großen Modellpflege angebotenen V-Motoren der Baureihe M 112 im C 240 und C 280 haben als technische Besonderheit eine Doppelzündung und drei Ventile pro Zylinder. Der C 240 erhielt nach dem Auslaufen der Limousine einen auf 2,6 Liter erhöhten Hubraum.

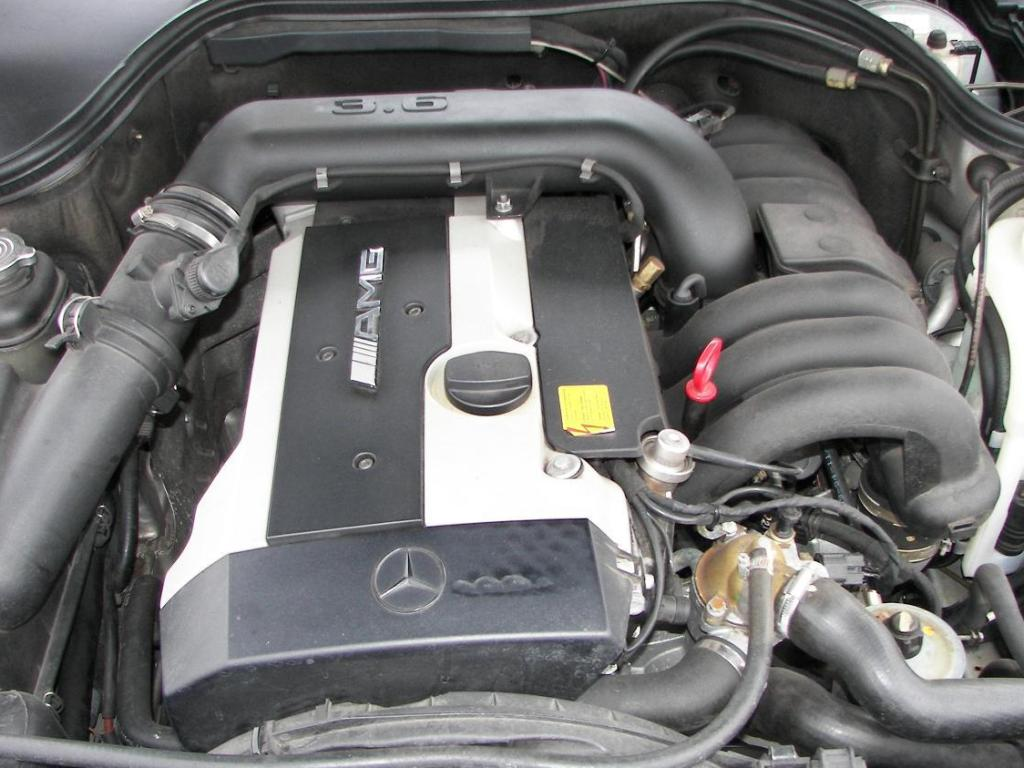
Triebwerk des C 36 AMG

#### AMG-Motoren
Der 1993 vorgestellte C 36 AMG übernahm in seinen Grundzügen den M 104-Motor in der 3,2-Liter-Version. Der Reihensechszylinder mit 24 Ventilen wurde jedoch grundlegend überarbeitet und leistungsgesteigert. Dabei wurde laut Mercedes-Benz der Motor auf 3606 cm³ aufgebohrt.
Der Nachfolger C 43 AMG erhielt den neuentwickelten Motor M 113. Der Achtzylinder in V-Anordnung ist 225 kW (306 PS) stark und hat 4266 cm3 Hubraum. Neu sind Dreiventiltechnik und Doppelzündung, welche die Verbrennung schneller und gleichmäßiger ablaufen lässt. Diese Technik ist aus den ebenfalls in der C-Klasse verbauten M 112-Sechszylindern bekannt und sorgt für geringere Emissionen. Der AMG-Motor ist eine Modifikation des bereits zuvor in der E-Klasse eingeführten E 430. Von 1999 bis 2001 wurde in wenigen Exemplaren der C 55 AMG hergestellt. Der 5439 cm3 große V8-Motor leistet 255 kW (347 PS) und liefert ein maximales Drehmoment von 510 Nm. Der Aufpreis als Limousine (Technikpaket) gegenüber dem C 43 AMG betrug 57.420 DM laut offizieller Preisliste. Auch der C 55 AMG war sowohl als Limousine und auch als T-Modell (Kombi) lieferbar. Die Limousine beschleunigt in 5,5 Sekunden von 0 auf 100 km/h, das T-Modell in 5,7 Sekunden. Die vmax-Abregelung wurde selten auf 280 km/h angehoben.

### Diesel

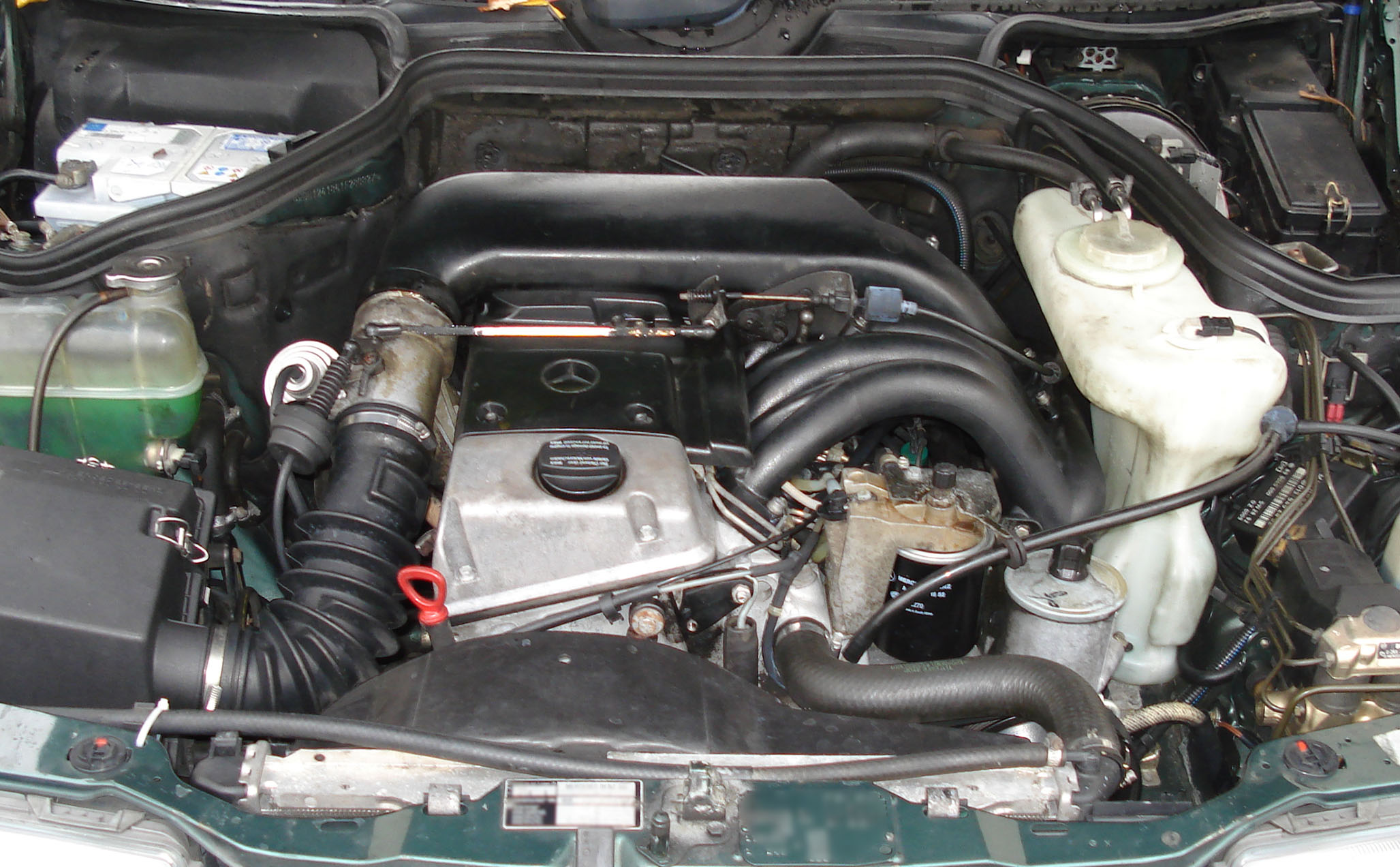
Der Motor eines C 250 Diesel

Eine Weltpremiere stellten die neu entwickelten Motoren OM 604 (C 220 Diesel mit 2155 cm3 Hubraum) und OM 605 (C 250 Diesel mit 2497 cm3 Hubraum) dar: In diesen Motoren etablierte Mercedes-Benz die Vierventil-Technik für Dieselmotoren. Der Einsatz von vier statt zwei Ventilen je Zylinder ermöglichte ein erhöhtes Drehmoment- und Leistungsangebot über einen deutlich erweiterten Drehzahlbereich. Gleichzeitig sank der Kraftstoffverbrauch bei Volllast um bis zu acht Prozent. Weniger spektakulär dagegen war der C 200 Diesel. In ihm arbeitete der OM 601 mit zwei Ventilen je Zylinder. Wegen des verbesserten Ablaufs der Verbrennung verringert sich außerdem die Partikelemission um rund 30 Prozent. Die Abgasrückführung und der Oxidationskatalysator waren serienmäßig. Mercedes-Benz rüstete als erster Hersteller die Dieselmotoren serienmäßig damit aus.
Bei der kleinen Modellpflege entfielen der C 200 Diesel und der C 250 Diesel. Dafür wurde das Angebot nach oben durch den C 250 Turbodiesel abgerundet. Der Turbolader steigert die Leistung des fünfzylindrigen OM 605 auf 110 kW (150 PS). Im Juni 1996 wurde der auf dem OM 604 basierende C 200 Diesel exklusiv für den portugiesischen Markt nachgeschoben. Zwei Monate später kam der C 220 Diesel als leistungsreduziertes und auf Biodiesel optimiertes Taximodell auf den Markt.
Im Dezember 1997 erschien erstmals der C 220 CDI. Unter der Motorhaube arbeitet der OM 611, der erste Mercedes-Benz-Dieselmotor mit Common-Rail-Direkteinspritzung. Hierbei wird in einer gemeinsamen Leitung für alle Zylinder konstant der Einspritzdruck (bis zu 1350 bar) gespeichert. Magnetventile lassen den Kraftstoff dann über die Injektoren einspritzen. Der Vergleich mit dem C 220 Diesel zeigt: Der neue Motor hat 30 Prozent Mehrleistung und 50 Prozent mehr maximales Drehmoment bei 10 Prozent weniger Verbrauch. Der Drehmomentzuwachs ist vor allem in den unteren Drehzahlbereichen spürbar. Aus dem C 220 CDI ging im April der C 200 CDI hervor. Bei gleichem Hubraum wurde die Leistung reduziert. Das neue Modell ersetzt den C 220 Diesel, welcher nur noch als leistungsreduzierte Taxi-Variante erhältlich ist.

## Technische Daten
In den nachfolgenden Tabellen finden sich die technischen Daten der Limousinen und der T-Modelle.
| Modellbezeichnung | Baumuster   | Motor * (Code)                      | Hubraum (cm³) | Zylinder    | Max. Leistung bei min−1 | Max. Drehmoment bei min−1 | Leergewicht (kg) | Höchstgeschwindigkeit (km/h)  | Beschleunigung 0–100 km/h (s) | Verbrauch (l/100 km) | Produktionszeitraum |
| Ottomotoren | Ottomotoren | Ottomotoren                         | Ottomotoren   | Ottomotoren | Ottomotoren             | Ottomotoren               | Ottomotoren      | Ottomotoren                   | Ottomotoren                   | Ottomotoren          | Ottomotoren         |
| --- | ----------- | ----------------------------------- | ------------- | ----------- | ----------------------- | ------------------------- | ---------------- | ----------------------------- | ----------------------------- | -------------------- | ------------------- |
| C 180 | 202.018     | M 111 E 18 (111.920 PMS)            | 1799          | R4          | 90 kW (122 PS)/5500     | 170/4200                  | 1275             | 193                           | 12                            | 8,5                  | 03/1993–07/1996     |
| C 180 | 202.018     | M 111 E 18 (111.921 HFM)            | 1799          | R4          | 90 kW (122 PS)/5500     | 170/ 3700–4500            | 1275             | 193                           | 12                            | 8,3                  | 08/1996–05/2000     |
| C 200 | 202.020     | M 111 E 20 (111.941 PMS)            | 1998          | R4          | 100 kW (136 PS)/5500    | 190/4000                  | 1295             | 203                           | 11                            | 8,6                  | 08/1993–06/2000     |
| C 200 | 202.020     | M 111 E 20 (111.945 HFM)            | 1998          | R4          | 100 kW (136 PS)/5500    | 190/ 3700–4500            | 1295             | 203                           | 11                            | 8,1                  | 08/1996–06/2000     |
| C 200 Kompressor (1) | 202.025     | M 111 E 20 ML (111.944 HFM)         | 1998          | R4          | 132 kW (180 PS)/5300    | 260/ 2500–4800            | 1335             | 225                           | 8,8                           | 10,6                 | 09/1995–07/1996     |
| C 200 Kompressor (1) | 202.025     | M 111 E 20 ML (111.944 ME)          | 1998          | R4          | 141 kW (192 PS)/5300    | 270/ 2500–4800            | 1335             | 227                           | 8,4                           | 10,6                 | 08/1996–06/2000     |
| C 220 | 202.022     | M 111 E 22 (111.961 HFM)            | 2199          | R4          | 110 kW (150 PS)/5500    | 210/4000                  | 1335             | 210                           | 10,5                          | 8,7                  | 03/1993–08/1996     |
| C 230 | 202.023     | M 111 E 23 (111.974 HFM)            | 2295          | R4          | 110 kW (150 PS)/5400    | 220/ 3700–4500            | 1335             | 210                           | 10,5                          | 9,4                  | 05/1996–06/1998     |
| C 230 Kompressor | 202.024     | M 111 E 23 ML (111.975 HFM)         | 2295          | R4          | 142 kW (193 PS)/5300    | 280/ 2500–4800            | 1345             | 230                           | 8,4                           | 9,9                  | 09/1995–07/1996     |
| C 230 Kompressor | 202.024     | M 111 E 23 ML (111.975 ME)          | 2295          | R4          | 142 kW (193 PS)/5300    | 280/ 2500–4800            | 1345             | 230                           | 8,4                           | 9,8                  | 08/1996–05/2000     |
| C 240 | 202.026     | M 112 E 24 (112.910 ME)             | 2398          | V6          | 125 kW (170 PS)/5900    | 225/ 3000–5000            | 1345             | 218                           | 9,3                           | 9,8                  | 06/1997–05/2000     |
| C 280 | 202.028     | M 104 E 28 (104.941 HFM)            | 2799          | R6          | 142 kW (193 PS)/5500    | 270/3750                  | 1415             | 230                           | 8,5                           | 10,6                 | 03/1993–07/1997     |
| C 280 | 202.029     | M 112 E 28 (112.920 ME)             | 2799          | V6          | 145 kW (197 PS)/5800    | 265/3000                  | 1335             | 232                           | 8,3                           | 10,1                 | 06/1997–05/2000     |
| C 36 AMG | 202.028     | M 104 E 36 (104.941 HFM)            | 3606          | R6          | 206 kW (280 PS)/5750    | 385/ 4000–4750            | 1485             | 250 (elektronisch abgeregelt) | 6,7                           | 10,7                 | 09/1993–06/1997     |
| C 43 AMG | 202.033     | M 113 E 43 (113.944 ME)             | 4266          | V8          | 225 kW (306 PS)/5850    | 410/ 3250–5000            | 1495             | 250 (elektronisch abgeregelt) | 6,5                           | 11,7                 | 10/1997–05/2000     |
| C 55 AMG | 202.033     | M 113 E 55 (113.983 ME)             | 5439          | V8          | 255 kW (347 PS)/5500    | 510/ 3000–4300            | 1495             | 250 (elektronisch abgeregelt) | 5,5                           | 11,9                 | 07/1998–05/2000     |
| Dieselmotoren |             |                                     |               |             |                         |                           |                  |                               |                               |                      |                     |
| C 200 Diesel | 202.120     | OM 601 D 20 (601.913 M/RSF)         | 1997          | R4          | 55 kW (75 PS)/4600      | 130/ 2000–3600            | 1305             | 160                           | 19,6                          | 6,6                  | 03/1993–10/1995     |
| C 200 Diesel | 202.122     | OM 604 D 20 (2) (604.915 EVE)       | 1997          | R4          | 65 kW (88 PS)/5000      | 135/ 2000–4650            | 1315             | 172                           | –                             | 7,4                  | 04/1996–07/1998     |
| C 200 CDI | 202.134     | OM 611 DE 22 LA red. (611.960 red.) | 2151          | R4          | 75 kW (102 PS)/4200     | 235/ 1500–2600            | 1335             | 185                           | 13,1                          | 6,1                  | 05/1998–08/1999     |
| C 200 CDI | 202.134     | OM 611 DE 22 LA red. (611.960 red.) | 2148          | R4          | 75 kW (102 PS)/4200     | 235/ 1500–2600            | 1335             | 185                           | 13,1                          | 6,1                  | 08/1999–05/2000     |
| C 220 Diesel | 202.121     | OM 604 D 22 (604.910 EVE)           | 2155          | R4          | 70 kW (95 PS)/5000      | 150/ 3100–4500            | 1325             | 175                           | 16,3                          | 6,9                  | 08/1993–05/1999     |
| C 220 CDI | 202.133     | OM 611 DE 22 LA (611.960)           | 2151          | R4          | 92 kW (125 PS)/4200     | 300/ 1800–2600            | 1335             | 198                           | 10,5                          | 6,1                  | 01/1998–08/1999     |
| C 220 CDI | 202.133     | OM 611 DE 22 LA (611.960)           | 2148          | R4          | 92 kW (125 PS)/4200     | 300/ 1800–2600            | 1335             | 198                           | 10,5                          | 6,1                  | 08/1999–05/2000     |
| C 250 Diesel | 202.125     | OM 605 D 25 (605.910 ERE)           | 2497          | R5          | 83 kW (113 PS)/5000     | 170/ 2800–4600            | 1375             | 190                           | 15                            | 7                    | 06/1993–07/1996     |
| C 250 Turbodiesel | 202.128     | OM 605 D 25 (605.960 ERE)           | 2497          | R5          | 110 kW (150 PS)/4400    | 280/ 1800–3600            | 1405             | 203                           | 10,2                          | 7,3                  | 09/1995–05/2000     |
| * Die Bezeichnung des Motors ist wie folgt verschlüsselt: M = Motor (Otto), OM = Ölmotor (Diesel), Baureihe = 3-stellig, D und DE = Direkteinspritzung, E = Saugrohreinspritzung, Hubraum = Deziliter (gerundet), A = Abgasturbolader, L = Ladeluftkühlung, ML = Kompressor (1) nur in Griechenland, Italien, Portugal, Türkei, Bulgarien, Kroatien, Mazedonien und Ungarn angeboten (2) Nur in Portugal angeboten |             |                                     |               |             |                         |                           |                  |                               |                               |                      |                     |

| Modellbezeichnung | Baumuster   | Motor * (Code)                      | Hubraum (cm³)      | Zylinder    | Max. Leistung bei min−1 | Max. Drehmoment bei min−1 | Leergewicht (kg) | Höchstgeschwindigkeit (km/h)  | Beschleunigung 0–100 km/h (s) | Verbrauch (l/100 km) | Produktionszeitraum |
| Ottomotoren | Ottomotoren | Ottomotoren                         | Ottomotoren        | Ottomotoren | Ottomotoren             | Ottomotoren               | Ottomotoren      | Ottomotoren                   | Ottomotoren                   | Ottomotoren          | Ottomotoren         |
| --- | ----------- | ----------------------------------- | ------------------ | ----------- | ----------------------- | ------------------------- | ---------------- | ----------------------------- | ----------------------------- | -------------------- | ------------------- |
| C 180 | 202.078     | M 111 E 18 (111.920 PMS)            | 1799               | R4          | 90 kW (122 PS)/5500     | 170/ 3700–4500            | 1335             | 190                           | 12,5                          | 9,4                  | 02/1996–07/1996     |
| C 180 | 202.078     | M 111 E 18 (111.921 HFM)            | 1799               | R4          | 90 kW (122 PS)/5500     | 170/ 4200                 | 1335             | 190                           | 12,5                          | 9,2                  | 08/1996–06/2000     |
| C 180 | 202.081     | M 111 E 20 EVO (111.952)            | 1998               | R4          | 95 kW (129 PS)/5300     | 190/4000                  | 1355             | 190                           | 11,2                          | 9,2                  | 06/2000–01/2001     |
| C 200 | 202.080     | M 111 E 20 (111.940 PMS)            | 1998               | R4          | 100 kW (136 PS)/5500    | 190/ 3700–4500            | 1345             | 200                           | 11,3                          | 9,9                  | 02/1996–07/1996     |
| C 200 | 202.080     | M 111 E 20 (111.941 HFM)            | 1998               | R4          | 100 kW (136 PS)/5500    | 190/ 3700–4500            | 1345             | 200                           | 11,3                          | 9,4                  | 08/1996–06/2000     |
| C 200 Kompressor | 202.082     | M 111 E 20 ML (111.944 ME) (1)      | 1998               | R4          | 141 kW (192 PS)/5300    | 270/ 2500–4800            | 1390             | 226                           | 8,4                           | 10,6                 | 09/1996–06/2000     |
| C 200 Kompressor | 202.087     | M 111 E 20 ML EVO (111.956) (2)     | 1998               | R4          | 120 kW (163 PS)/5300    | 230/ 2500–4800            | 1390             | 215                           | 9,3                           | 9,4                  | 05/2000–01/2001     |
| C 230 | 202.083     | M 111 E 23 (111.974 HFM)            | 2295               | R4          | 110 kW (150 PS)/5400    | 210/ 3700–4500            | 1375             | 210                           | 10,5                          | 9,4                  | 04/1996–02/1998     |
| C 230 Kompressor | 202.085     | M 111 E 23 ML (111.973 ME)          | 2295               | R4          | 142 kW (193 PS)/5300    | 280/ 2500–4800            | 1425             | 226                           | 8,5                           | 9,8                  | 06/1997–06/2000     |
| C 240 T-Modell | 202.086     | M 112 E 24 (112.910 ME)             | 2398               | V6          | 125 kW (170 PS)/5900    | 225/ 3000–5000            | 1395             | 218                           | 9,3                           | 9,8                  | 06/1997–06/2000     |
| C 240 T-Modell | 202.088     | M 112 E 26 (112.915)                | 2597               | V6          | 125 kW (170 PS)/5500    | 240/4500                  | 1405             | 217                           | 9                             | 10,9                 | 05/2000–01/2001     |
| C 280 | 202.089     | M 112 E 28 (112.920 ME)             | 2799               | V6          | 145 kW (197 PS)/5800    | 265/3000                  | 1405             | 229                           | 8,5                           | 10,1                 | 06/1997–01/2001     |
| C 43 AMG | 202.093     | M 113 E 43 (113.944 ME)             | 4266               | V8          | 225 kW (306 PS)/5850    | 410/ 3250–5000            | 1535             | 250 (elektronisch abgeregelt) | 6,7                           | 11,7                 | 09/1997–06/2000     |
| C 55 AMG | 202.093     | M 113 E 55 (113.983 ME)             | 5439               | V8          | 255 kW (347 PS)/5500    | 510/ 3000–4300            | 1535             | 250 (elektronisch abgeregelt) | 5,7                           | 11,9                 | 07/1998–06/2000     |
| Dieselmotoren |             |                                     |                    |             |                         |                           |                  |                               |                               |                      |                     |
| C 200 Diesel | 202.180     | OM 604 D 20 (604.915 EVE) (3)       | 1997               | R4          | 65 kW (88 PS)/5000      | 135/ 2000–4650            | 1365             | 170                           | –                             | 7,4                  | 06/1996–06/1998     |
| C 200 CDI | 202.194     | OM 611 DE 22 LA red. (611.960 red.) | 2151 ab 1999: 2148 | R4          | 75 kW (102 PS)/4200     | 235/ 1500–2600            | 1375             | 182                           | 13,6                          | 6,2                  | 06/1998–01/2001     |
| C 220 Diesel | 202.182     | OM 604 D 20 (604.910 EVE)           | 2155               | R4          | 70 kW (95 PS)/5000      | 150/ 3100–4500            | 1375             | 173                           | 16,6                          | 7,4                  | 02/1996–05/1999     |
| C 220 CDI | 202.193     | OM 611 DE 22 LA (611.960)           | 2151 ab 1999: 2148 | R4          | 92 kW (125 PS)/4400     | 300/ 1800–2600            | 1375             | 195                           | 11                            | 6,2                  | 01/1998–01/2001     |
| C 250 Turbodiesel | 202.188     | OM 605 D 25 LA (605.960 ERE)        | 2497               | R5          | 110 kW (150 PS)/4400    | 280/ 1800–3600            | 1435             | 200                           | 10,5                          | 8                    | 02/1996–01/2001     |
| * Die Bezeichnung des Motor ist wie folgt verschlüsselt: M = Motor (Otto), OM = Ölmotor (Diesel), Baureihe = 3-stellig, D und DE = Direkteinspritzung, E = Saugrohreinspritzung, Hubraum = Deziliter (gerundet), A = Abgasturbolader, L = Ladeluftkühlung, ML = Kompressor (1) nur in Griechenland, Italien, Portugal, Türkei, Bulgarien, Kroatien, Mazedonien und Ungarn angeboten (2) Nur in Deutschland angeboten (3) Nur in Portugal angeboten |             |                                     |                    |             |                         |                           |                  |                               |                               |                      |                     |

## Langzeitqualität
Im Allgemeinen gilt die Baureihe als sehr zuverlässig und robust. Es sind häufig hohe Laufleistungen zu beobachten, vor allem im Taxigewerbe. Besonders Antrieb und Fahrwerk sind sehr standfest und zeigen eine hohe Lebensdauer, sofern sie einer regelmäßigen Wartung unterzogen werden. Die typischen Schwachstellen der Baureihe kündigen sich vor ihrem Ausfall an und sind mit wenig Aufwand zu beheben.
Das Differential zeigt oft Ölundichtigkeiten. Diese reichen vom unbedenklichen Schwitzen bis zur Tropfenbildung, die einen neuen Simmerring zur Kardanwelle notwendig macht. Ein Ölwechsel mit synthetischem Differentialöl kann leichte Ölundichtigkeiten beheben, bzw. verhindern.
In der Fahrzeugelektrik können das Zündschloss (vor der Modellpflege) und die Anzeige der Klimaautomatik Probleme bereiten. Außerdem neigen der Tankgeber und die Schiebedachmechanik zum Ausfall. Das Scheibenwischergetriebe benötigt regelmäßige Schmierung, um ein Blockieren der Hubstange zu vermeiden. An der Vorderachse können Poltergeräusche auf einen Verschleiß der Gummilager des Stabilisators, der Spurstangenköpfe und der Traggelenke hindeuten.
Bei den Motoren fällt vor allem die schwächste Variante auf. Der C 200 Diesel gilt bei regelmäßiger Wartung als unzerstörbar. Allgemein gelten die Dieselmotoren als langlebig. Teilweise werden Fahrzeuge mit mehr als 500.000 Kilometern auf dem ersten Motor zum Verkauf angeboten. Solche Laufleistungen kann auch der C 220 Diesel erreichen. Dabei zeigt er aber häufig Probleme mit der elektronischen Verteilereinspritzpumpe, welche zu Undichtigkeiten neigt. Die neueren CDI-Motoren haben vor allem im ersten Baujahr Probleme mit den Injektoren. Als sehr zuverlässig gelten der C 250 Diesel und der C 250 Turbodiesel, bei denen keine spezifischen Schwachstellen bekannt sind. Auch die Ottomotoren sind standfest. Bei Modellen, die bereits einen Luftmassenmesser haben, neigt dieser zum Defekt. Ein bekanntes Problem ist der zur Rissbildung neigende Edelstahlkrümmer der Motoren C 200 Kompressor und C 230 Kompressor, die bis 2000 verwendet wurden. Dieses Problem wurde mit Einführung des M 111 EVO ebenso behoben wie die Kompressormagnetkupplung, die versagen kann. Bei den Reihenvier- und Sechszylindern wird gelegentlich von defekten Zylinderkopfdichtungen berichtet. Ein Mangel, der nur die Reihensechszylinder mit 38-poliger OBD-1 Schnittstelle betrifft, ist die Motorkabelbaumisolation, die brüchig und rissig wird und Fehler in der Motorelektronik verursachen kann. Beim C 43 AMG fällt die Steuerkette durch ihre Verschleißfreudigkeit auf.
An den Blechkanten tritt bei einigen Modellen der Baureihe Rost auf. Insbesondere am Schloss und an der Griffleiste des Kofferraumdeckels treten Korrosionsschäden auf. Aber auch die Federaufnahmen sind gefährdet, was im Ernstfall zu einem Sicherheitsrisiko werden kann. Außerdem kann Rost in den Falzen der Kofferraumbleche, unter den oberen Türdichtungen, unter den Stoßleisten, unter der Leiste der Fensterkante, am Loch für die Antenne, an der unteren Kante des Kofferraumdeckels und an den Aufnahmen für den Wagenheber auftreten. Ab 1998 versah Mercedes-Benz den Unterboden mit einer neuartigen Grundierung, die einen besseren Rostschutz bieten sollte. Die neue Grundierung wurde aber 1999 schon wieder abgeschafft, da die Fahrzeuge von 1998 und 1999 mehr rosteten als jemals zuvor. Generell sind Fahrzeuge, die häufig Feuchtigkeit und Salz ausgesetzt sind, deutlich rostgefährdeter.